# Schabbat

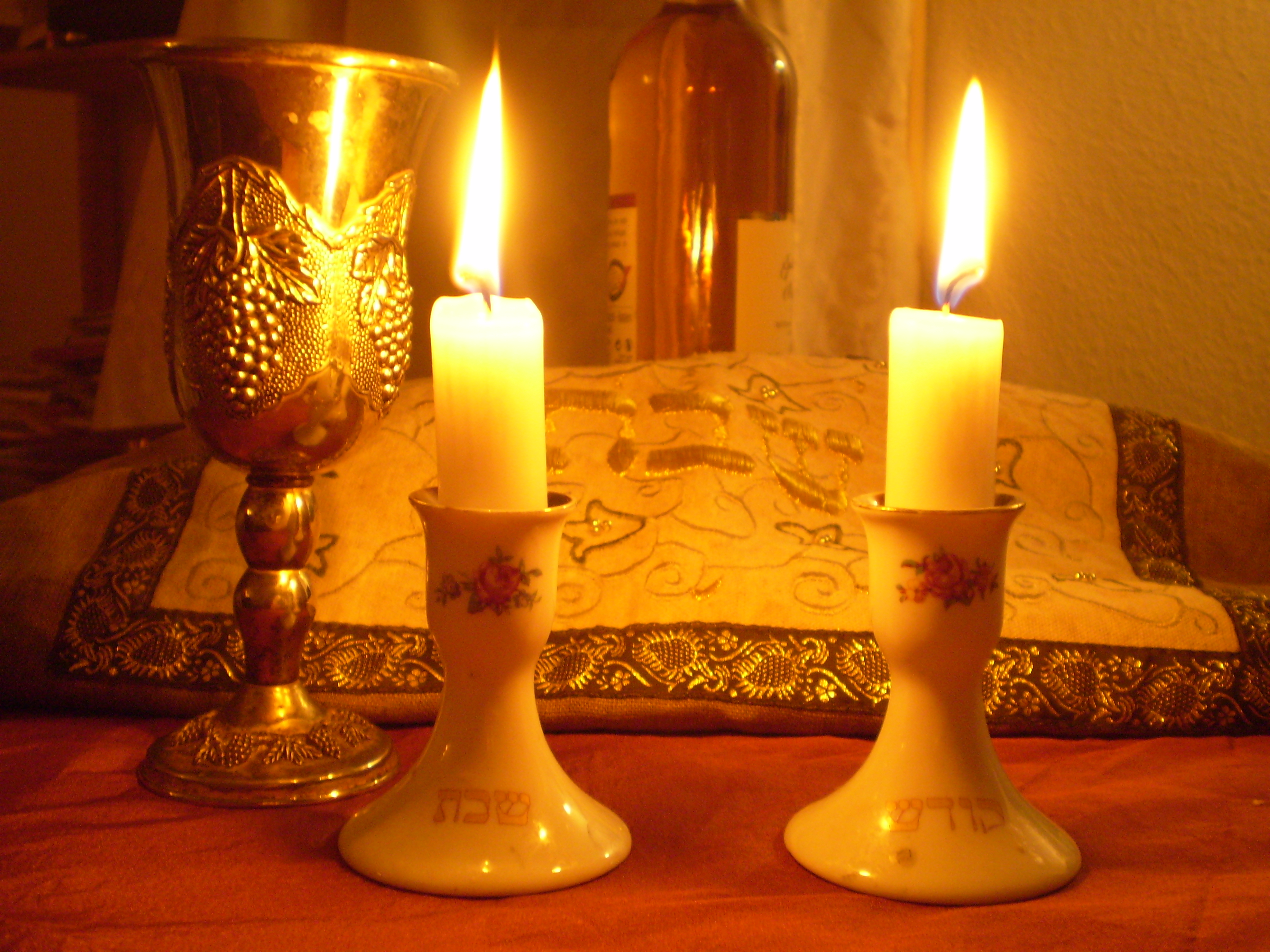
Schabbat-Kerzen

Der Schabbat oder Sabbat (hebräisch: שַׁבָּת [ʃaˈbat], Plural: שַׁבָּתוֹת [ʃabaˈtɔt] Schabbatot, aschkenisch-hebräisch [ˈʃabos, ʃaˈbos] Schabbos, jiddisch Schabbes [ˈʃabəs]) ist im Judentum der siebte Wochentag, ein Ruhetag, an dem keine Arbeit verrichtet werden soll. Seine Einhaltung ist eines der Zehn Gebote (Ex 20,8 ; Dtn 5,12 ). Er beginnt am Vorabend und dauert von Sonnenuntergang am Freitag bis zum Eintritt der Dunkelheit am folgenden Samstag, denn im jüdischen Kalender dauert der Tag vom Vorabend bis zum Abend des Tages – nicht von 0 bis 24 Uhr. Dies ist abgeleitet aus dem Schöpfungsbericht, hebräisch בְּרֵאשִׁית Bereschit, altgriechisch Γένεσις Génesis genannt: „und es war Abend und es war Morgen, ein Tag“. Der abendliche Beginn wird mit dem Wort Erev (hebräisch ערב „Abend“) bezeichnet. Der Schabbat trägt schon im Tanach einen eigenen Namen, während die übrigen Wochentage im jüdischen Kalender bis heute mit ihren Ordinalzahlen benannt werden. Juden wünschen sich einen friedvollen Schabbat mit der Grußformel שַבָּת שָׁלוֹם Schabbat schalom oder jiddisch gut Schabbes.
Die traditionelle jüdische Schabbatfeier beginnt am Freitagabend zu Hause mit dem Lied Schalom aleichem, gefolgt vom Schabbatsegen (Kiddusch) und einem Festmahl. Der Abend beginnt, „wenn man einen grauen Wollfaden nicht mehr von einem blauen unterscheiden kann“.
Man wartet nicht, bis der Schabbat bei Sonnenuntergang Einzug hält, sondern man beginnt den Schabbat schon etwas vorher, währenddessen man die Kerzen zündet, eine Bracha oder ein Gebet spricht (Talmud Schabbat 23a). Diese Zeitspanne vor dem eigentlichen Schabbatbeginn ist eine Hinzufügung und wird deshalb als תוספת שבת Tosefet Schabbat, deutsch ‚Zusatz zum Schabbat‘, bezeichnet. Sie kann 18 Minuten vor Sonnenuntergang beginnen, wie es in vielen deutschen Gemeinden üblich ist, aber auch 21 Minuten wie in Tel Aviv, oder gar 40 Minuten wie in Jerusalem. Josef Karo schreibt im Schulchan Aruch (Orach Chajim 261) indirekt: Man solle die Zeit hinzufügen, die man braucht, um ein Mil zu gehen. Ein Mil scheint eine Strecke von etwa 1.000 Metern gewesen zu sein. Festgelegt wurde von einigen Autoritäten, dass dies wohl 18 Minuten seien.
Am Samstagmorgen findet in der Synagoge ein Gottesdienst mit Toralesungen und Gebeten statt, einschließlich einer festlichen Tora-Prozession. Daheim folgen mittags weitere Schriftlesungen und das Mincha-Gebet, abends beim Schein der Hawdala-Kerze nochmals ein Weinsegen und der gegenseitige Wunsch für eine „gute Woche“. Die Schabbatot werden nach den Textabschnitten aus der Tora (Paraschot) bezeichnet, die wöchentlich in der Synagoge verlesen werden. Auch soll der Tag dadurch gekennzeichnet werden, dass an ihm drei Mahlzeiten eingenommen werden – eine am Freitagabend, zwei am Samstag –, was vor allem für die ärmeren Menschen früherer Zeiten Üppigkeit bedeutete. So wird auch darauf geachtet, am Schabbat besonders gut und festlich zu essen. Insgesamt führen diese strengen Schabbatgesetze, falls sie eingehalten werden, durch das Wegfallen jeglicher Arbeit, aber auch klassischer Freizeitbeschäftigungen, dazu, dass der Tag viel Zeit für Familie, Freunde und spirituelle Betätigung lässt.
Orthodoxe Juden verrichten am Schabbat keine Tätigkeiten, die gemäß der Halacha als Arbeit (hebräisch מלאכה Melacha) definiert sind. Die 39 Melachot (hebräisch ל״ט אבות מלאכה lamed tet avot melacha, deutsch ‚39 Arten der Arbeit‘) beziehen sich ursprünglich auf die Tätigkeiten, die zur Konstruktion des Mischkan, des Stiftszeltes (אֹהֶל מוֹעֵד ohel mō'ēd), das die Juden auf der Wüstenwanderung mit sich führten, notwendig waren. Die Melachot sind zu allgemeinen Prinzipien geworden, die auf alle Lebensbereiche angewendet werden. Daraus resultiert beispielsweise das Verbot des Feuerentzündens, was die Bedienung jeglicher elektrischer Geräte beinhaltet, oder das Verbot des Tragens von Gegenständen (vgl. auch Muktza). Konservative Juden befolgen einige halachische Schabbatgebote weniger streng. Reformierte, liberale und progressive Juden beachten hauptsächlich ethische Gebote und überlassen die Befolgung ritueller Vorschriften der individuellen Verantwortung. Die Rekonstruktionisten tun das auch, legen aber größeren Wert auf die Traditionen.
Im Christentum entstand die Feier des Sonntags aus dem jüdischen Schabbat. Dabei wurde der wöchentliche Ruhetag auf den „ersten Tag der Woche“ gelegt, an dem laut Mk 16,2  die Auferstehung Jesu Christi geschah. Das aus dem Abendmahl Jesu hervorgegangene Brotbrechen in der Jerusalemer Urgemeinde (Apg 2,42 ) war an das jüdische Schabbat- und Pessachmahl angelehnt. Die Urchristen hielten die Schabbatruhe neben ihrer Sonntagsfeier ein, ebenso viele spätere Judenchristen und manche Heidenchristen (bis etwa 400). Einige christliche Glaubensgemeinschaften halten den Schabbat bis heute. So wird der Sabbat von den Siebenten-Tags-Adventisten, einer protestantischen Freikirche, begangen.
Im Islam lehnt sich das Freitagsgebet lose (keine allgemeine Arbeitsruhe) an die Schabbatfeier an.

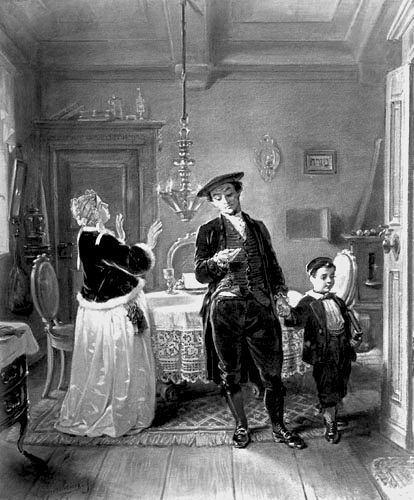
Sabbath-Anfang – Stich nach dem gleichnamigen Gemälde von Moritz Daniel Oppenheim. Die Gartenlaube 1867

## Begriff und Herkunft
Schabbat bedeutet wörtlich übersetzt „Ruhetag, Ruhepause“, von hebräisch שָׁבַת [ʃaˈvat] „aufhören, ruhen“. In Verbindung mit Objekten nimmt es die Bedeutung „(mit etwas) aufhören, (von etwas) ruhen“ sowie „feiern“ an. Kausativ kann es auch „aufhören lassen“ bedeuten. Das artikellose Nomen שבת ist weiblich, steht ursprünglich für eine festgelegte Ruhezeit und kann auch auf jüdische Jahresfeste bezogen sein.
Die in den europäischen Sprachen verbreitete Variante Sabbat und ähnlich kommt über lateinische Vermittlung (sabbatum, sabbata) vom altgriechischen Lehnwort σάββατον sabbaton, das 68-mal im griechischen Neuen Testament vorkommt. Damit gehört es zu den Gräzismen. Es ist außerbiblisch erstmals auf einem Ostrakon von 630 v. Chr. belegt: Dort zählt ein Erntearbeiter die Arbeiten auf, die er „vor der Ruhezeit“ erledigt habe.
Verbunden mit היום [ha-ˈjoːm] („der Tag“) bezeichnet Schabbat im Tanach regulär den siebten Wochentag und wurde allmählich zu dessen Eigennamen, sichtbar etwa im Vergleich der Parallelstellen Lev 24,8 und 1Chr 9,32. Das Nomen שבת [ʃaˈbat] beziehungsweise (σάββατον sabbaton) bezeichnet immer den mit einem strengen Arbeitsverbot belegten regulären Ruhetag. Wenn das Wort im Griechischen im Singular steht (σάββατον sabbaton, Genitiv: σαββάτου sabbatou), bedeutet es „Sabbat“ und meint damit den siebten Tag der jüdischen Woche; Beispiele: Mk 1,21; 2,23; 6,2; Apg 13,14; 15,21; und viele weitere. Wenn das Wort im Plural steht (σάββατα sabbata, Genitiv: σαββάτων sabbatōn), bedeutet es normalerweise „Woche“, also die Zeit zwischen (zwei) Sabbaten; Beispiele: Mt 28,1 (2. Vorkommen); Mk 16,2; Joh 20,1.19; Apg 20,7. Da das Griechische den Sch-Laut nicht kennt, wurde das hebräische Schin ([ʃ]) mit dem griechischen Sigma für das stimmlose S wiedergegeben (vergleiche z. B. Samuel (Name)).
Die Wortwurzel ist mit den akkadischen Wörtern sibbitim für „(der, die) siebte“ oder 𒊭𒉺𒌅 [ʃapattu] für den Vollmondstag verwandt, der in Mesopotamien eventuell kultisch gefeiert wurde. Einige vorexilische Bibelstellen reihen Schabbattage in einer Feiertagsliste hinter Neumondtagen auf, so dass man früher vermutete, auch hier sei wie in sumerisch-babylonischen Texten ursprünglich der einem Neumond nach 14 bis 15 Tagen folgende Vollmondtag gemeint gewesen. Die These setzte sich nicht durch, da keine exakten außerbiblischen Parallelen für solche Listen bekannt sind, Schabbat- und Neumondtag in exilisch-nachexilischen Belegstellen wechselnd aufeinander folgen und der Schabbat dort immer den siebten Wochentag meint. Alle Festkalender der Tora setzen den wöchentlichen, von Mond- und Sonnenzyklen unabhängig regelmäßig gefeierten Schabbat schon voraus und berücksichtigen ihn, indem sie etwa zu vermeiden versuchten, dass Jahresfeste auf ihn fielen. Auch galten Vollmondzeiten im Alten Orient als unheilvoll, und der 7., 14., 21. und 28. Monatstag galten als Unglückstage, an denen Königen, Priestern und Ärzten das Arbeiten verboten war. Dagegen sollte der Schabbat das Erholen von Mensch und Tier ermöglichen und auf eine heilvolle Schöpfungsabsicht Gottes hinweisen. In alten Torageboten wird der wöchentliche Ruhetag nicht Schabbat genannt: Daher wird vermutet, dass die Juden diesen erst im Babylonischen Exil (586–539 v. Chr.) so bezeichneten, um ihn vom Monatsfeiertag der Babylonier zu unterscheiden.
Zwar kannten auch andere antike Gesellschaften einzelne, meist vom König festgesetzte oder als Ausnahme gewährte Ruhetage. Doch das göttliche Gebot eines regelmäßigen Wochentages, der Arbeitsruhe und Gottesdienst für alle Mitglieder eines Haushalts gleichermaßen beinhaltet, hat keine religionshistorischen Parallelen. Der Schabbat kennzeichnet somit die jüdische Religion. Die wohl ältesten schriftlichen Belege stammen aus dem 8. Jahrhundert v. Chr. und verweisen auf eine in der Geschichte Israels eventuell schon seit der vorstaatlichen Nomadenzeit (1500–1200 v. Chr.) bestehende Ruhetagspraxis. Deren Herkunft ist ungeklärt.

## Tanach

### Schabbattexte der Tora

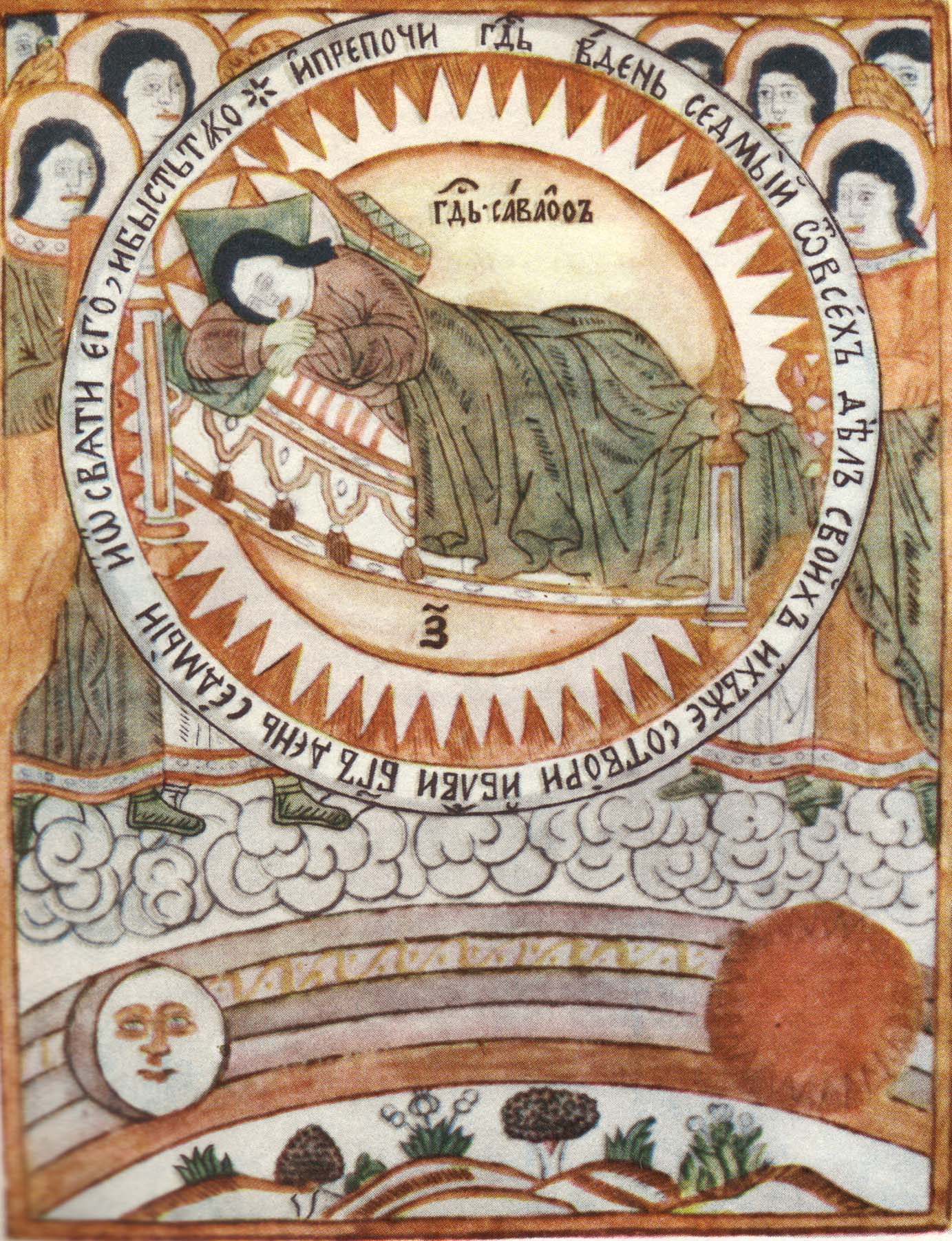
Gott ruht am Schabbat,
russische Bibelillustration 1696

Die erste Schöpfungsgeschichte (Gen 1,1-2,4a) zielt auf Gottes Ruhe nach seinem Sechstagewerk (Gen 2,2f. ):
| Hebräisch | Transliteration | Übersetzung |
| --- | --- | --- |
| וַיְכַל אֱלֹהִים בַּיּוֹם הַשְּׁבִיעִי, מְלַאכְתּוֹ אֲשֶׁר עָשָׂה; וַיִּשְׁבֹּת בַּיּוֹם הַשְּׁבִיעִי, מִכָּל-מְלַאכְתּוֹ אֲשֶׁר עָשָׂה. וַיְבָרֶךְ אֱלֹהִים אֶת-יוֹם הַשְּׁבִיעִי, וַיְקַדֵּשׁ אֹתוֹ: כִּי בוֹ שָׁבַת מִכָּל-מְלַאכְתּוֹ, אֲשֶׁר-בָּרָא אֱלֹהִים לַעֲשׂוֹת. | Va-y’chal Elohim ba-jom ha-schvi’i m’lachto ascher asah, va-yischbot ba-jom ha-schvi’i mi-kol-m’lachto ascher asah, va-y’varech Elohim et yom ha-schvi’i, va-y’kadesch oto, ki vo schavat mi-kol-m’lachto, ascher bara Elohim la’asot. | Am siebten Tag vollendete Gott das Werk, das er geschaffen hatte, und er ruhte am siebten Tag, nachdem er sein ganzes Werk vollbracht hatte. Und Gott segnete den siebten Tag und erklärte ihn für heilig; denn an ihm ruhte Gott, nachdem er das ganze Werk der Schöpfung vollendet hatte. |

Dieser ungenannte Tag ist mit keinem Gebot verknüpft, aber die Verben שבת (ruhen), ברך pi. (segnen), לְקַדֵשׁ pi. (heiligen) und das Substantiv מְלָאכָה [mlaˈxa] (Arbeit) werden als Anspielungen auf das Schabbatgebot Ex 20,9–11  verstanden. Daraus schließt man, dass beide Texte von denselben Autoren stammen und es den Schabbat bei ihrer Abfassung schon gab. Oft werden sie einer hypothetischen, im Babylonischen Exil entstandenen Priesterschrift zugewiesen. Die Urgeschichte insgesamt (Gen 1-11) wird in der Forschung zu den jüngsten Teilen des Pentateuch gezählt; sie sei den Vätererzählungen erst bei seiner Endredaktion vorangestellt worden.
Nach Ex 16,16–30  gab Gott den Juden nach ihrem Auszug aus Ägypten während ihrer vierzigjährigen Wüstenwanderung jede Woche sechs Tage lang die wunderbare Nahrung Manna zur Speise. Diese habe sich nicht aufbewahren lassen, sei aber an jedem sechsten Tag in doppelter und haltbarer Menge, an jedem siebten Tag nicht auffindbar gewesen, so dass an ihm keine Nahrung gesammelt werden konnte und musste. Dieser Tag wird hier erstmals in der Tora „Feiertag, heiliger Schabbat zur Ehre des Herrn“ genannt (v.23).
Martin Noth sah in Ex 16,19f  die älteste Textschicht, die er dem Jahwisten zuordnete, und den ältesten biblischen Beleg für den Rhythmus der Woche im Wechsel von sechs Werktagen und einem siebten Ruhetag. Dieser werde am Vortag vorbereitet, als arbeitsfreie Feier, nicht mit Fasten begangen und als Geschenk Gottes in seinem Rettungshandeln für das erwählte Volk begründet. Das Verbot des Nahrungsammelns und Gebot allgemeiner Ruhe (v.28f.) gilt als späterer deuteronomischer Zusatz, der den Text auf Ex 15,25f beziehen sollte.
Traditionelle jüdische Exegese verbindet die Schabbatpraxis der Juden nach Ex 16  mit Gottes Schöpferwillen: Gott habe den Menschen aus dem Paradies vertrieben und ihm auferlegt, seinen Lebensunterhalt mit Mühe und Schweiß zu erarbeiten (Gen 3,17ff.). Davon habe er nur die Israeliten in der Wüstenzeit ausgenommen und für sie vierzig Jahre lang wie für Adam und Eva gesorgt, um exemplarisch die ursprüngliche Schöpfungsordnung zu erneuern, bis Israel sein gelobtes Land gefunden habe. Unter dieser Prämisse werden auch die folgenden, am Berg Sinai offenbarten Schabbatgebote verstanden: Der regelmäßige naturunabhängige Schabbat preise Gottes Herrschaft über die Zeit und die Natur. Indem der Israelit mit seiner Ruhe Gottes Ruhe nachahme, erkenne er Gottes Schöpfermacht an und lasse sie über seine Lebenszeit herrschen.

### Schabbatgebote
Als älteste Gebotsversionen gelten an einen Siebentages- oder Siebenjahres-Rhythmus gekoppelte soziale Bestimmungen im Bundesbuch: Nach Ex 21,2–6  sollen hebräische Sklaven jedes siebte Jahr zwischen Freiheit und Verbleib in der bisherigen Sklavenbesitzerfamilie wählen dürfen. Nach Ex 23,11f.  soll die Ernte in jedem siebten Jahr den Armen und Wildtieren überlassen werden. Der Schabbat soll gehalten werden, „damit dein Rind und dein Esel ausruhen und der Sohn deiner Sklavin und der Fremde zu Atem kommen“. Ex 34,21  verlangt die Einhaltung des Ruhetags gerade auch während der arbeitsintensiven Erntezeit im Kulturland. Dieser noch nicht Schabbat genannte Ruhetag kann aus dem bäuerlichen Mazzenfest nach der Sesshaftwerdung oder schon in der Nomadenzeit entstanden sein.

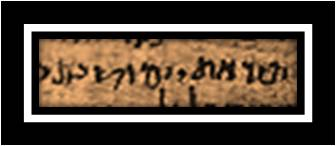
4. Gebot: zachúr et jom ha-schabbat – Gedenke des Schabbattages.
Papyrus Nash, 2. Jh. v. Chr.

Von allen jüdischen Festen und Riten wurde nur der Schabbat in die Zehn Gebote aufgenommen. Das Gebot (Ex 20,8–11 ), ihn zu „heiligen“, folgt dem Gebot, den Gottesnamen JHWH zu heiligen, und verlangt somit eine kultische Begehung: Denn der Schabbat gehöre dem Gott Israels und sei sein Gebot. Er selbst habe sich am siebten Schöpfungstag ausgeruht, den Schabbat gesegnet und für heilig erklärt. So wird dieser Tag zum besonderen Bundeszeichen und Bekenntnisakt des erwählten Volkes im Unterschied zu anderen Völkern mit anderen Göttern. Das Arbeitsverbot ist allgemein formuliert, aber im Kontext auf Tätigkeiten zum Nahrungserwerb bezogen. Es ist dem Gebot, an den übrigen sechs Tagen zu arbeiten, vorgeordnet. So erscheint der Ruhetag als Ziel und Grund jeder Arbeitswoche. Er wird allen Mitgliedern eines jüdischen „Hauses“ geboten: Familienangehörigen, Knechten, Mägden, Haustieren und fremden, auf eigenem Grund wohnenden Lohnarbeitern. Hier ergänzt die deuteronomische Version Dtn 5,12–15  Ochse und Esel, Sklaven und Sklavinnen und betont so den sozialen und tierschützenden Aspekt. Die Frau wird nicht genannt, da sie nicht zu den abhängigen Arbeitern gehört. Die schöpfungstheologische Begründung fehlt, stattdessen wird das Gebot hier mit Israels Erinnerung an die Sklaverei in Ägypten begründet, aus der Gottes mächtige Hand sein Volk herausgeführt habe.
Meist in die späte Königszeit (700–586 v. Chr.) datierte Fassungen betonen den kultischen Aspekt: Lev 23,3  gebietet Juden, gleich wo sie sich aufhalten, einen Gottesdienst am Ruhetag. Lev 26,2  verlangt das Halten des Feiertags in Verbindung mit Achtung vor dem damaligen Heiligtum, dem Jerusalemer Tempel. Ex 31,12–17  betont im Kontext der Abschlussrede Gottes an Mose auf dem Berg Sinai die unbedingte Geltung des Schabbatgebots für alle Israeliten:

„Haltet nur ja meine Schabbate! Denn das ist ein Zeichen zwischen mir und euch für alle eure [künftigen] Geschlechter, damit ihr erkennt, daß ich der Herr bin, der euch heiligt.“

Er mache den „ewigen Bund“ zwischen Gott und Israel sichtbar und dient somit nicht nur „zur Ehre des Herrn“ (Ex 35,2), sondern auch zur Unterscheidung des erwählten Gottesvolks von anderen Völkern. Darum solle jeder Israelit, der am Schabbat arbeitet, die Todesstrafe empfangen: Denn er gefährdet damit nach biblischem Verständnis die Einzigkeit und Bestimmung dieses Volkes, von der sein Überleben abhängt. Num 15,32  veranschaulicht dies erzählerisch: Dort befiehlt Gott dem Moses, einen Mann, der am Schabbat Holz gesammelt hatte, zu steinigen; dies befolgen die Israeliten. Diese Todesstrafengebote für Schabbatbruch werden meist in die Zeit des Babylonischen Exils (586–539 v. Chr.) datiert: Damals besaßen exilierte Juden kein autonomes Recht, so dass sie eine Todesstrafe kaum hätten ausführen können. Diese Torastellen sollten wohl eher die identitätsgefährdende Nichtbefolgung in nichtjüdischer Umgebung tabuisieren.

### Prophetie
Die ersten Schriftpropheten des 8. Jahrhunderts v. Chr. setzten bereits einen wöchentlichen Ruhe-, Feier- und Gottesdiensttag im Nordreich Israel und Südreich Juda als bekannt voraus. An ihm sollten laut Am 8,5  keine Handelsaktivitäten stattfinden, so dass er Gewinnstreben und Ausbeutung begrenzen sollte. Hos 2,13  bezog ihn in das angekündigte Gericht über alle jüdischen Feste ein; Jes 1,13  kritisierte seinen Missbrauch als bloßes Ritual.
Jeremia mahnte die Israeliten im 6. Jahrhundert v. Chr., den Schabbat wie den Dekalog insgesamt als unlöslichen Bestandteil des besonderen Bundes JHWHs mit ihren Vorvätern einzuhalten und kommerzielle Aktivitäten dabei einzustellen: Dies sei die Bedingung für das Überleben Jerusalems und Judas (Jer 17,9ff. ). Andernfalls drohe deren Untergang (Jer 7,8ff. ).
Der Exilsprophet Ezechiel erwähnte den Schabbat besonders oft. Dieser Tag gehöre Gott und sei sein Bundeszeichen. Seine Entweihung sei einer von den schwerwiegenden Brüchen der Tora und nachträgliches Zeichen für den grundlegenden Bundesbruch des Gottesvolks, der die Exilierung verursacht habe. Dies wird als Abgrenzung von Versuchen früherer Könige Judas seit Manasse gedeutet, das Schabbatgebot abzuschwächen, um sich kultisch und politisch an die Assyrer und Babylonier zu assimilieren.
Tritojesaja betonte nach dem Exil, dass der Schabbat Gott gehöre. Seine Einhaltung durch Juden erfülle den Israelbund, aber auch Nichtjuden könnten dadurch Gottes Segen erlangen (Jes 56,1–8 ). Der Schabbat sei keine schwere Pflicht, sondern zur umfassenden Freude und zum Genuss der Freiheit von Alltagstätigkeiten gegeben; seine Befolger würden das Erbe Jakobs (die Heilsprivilegien Israels, Gen 12,1–3) empfangen (Jes 58,13f. ). In der neuen Schöpfung werde schließlich alles sterbliche Leben Gott „von Schabbat zu Schabbat“ dienen (Jes 66,23 ).

### Sonstige
Nach der Rückkehr aus dem Exil und dem Wiederaufbau des Jerusalemer Tempels erinnerte Nehemia die Juden an das Schabbatgebot (Neh 9,14 ) und erließ besondere Maßnahmen, um Produktion, Transporte und Handel am Schabbat zu unterbinden (10,32 ; 13,15-22 ). Der im Exil als Unterscheidungsmerkmal etablierte Schabbat musste also offenbar neu verbindlich gemacht werden.
In keiner Weisheitsschrift unter den Ketubim wird der Schabbat erwähnt; in den Psalmen kommt er nur in einer sekundären Überschrift zu Ps 92  vor.

## Außerbiblische Schabbatregeln
Das kultisch unbedingt und hinsichtlich des Arbeitsverbots unbestimmt formulierte Schabbatgebot wurde in nachexilischen Schriften detailliert ausgestaltet. Diese außerbiblischen Schabbatbestimmungen werden seit Jahrtausenden intensiv diskutiert und weiterentwickelt. Sie bilden somit bis heute einen wesentlichen Teil innerjüdischer Streitkultur.

### Jubiläenbuch
Das Jubiläenbuch (um 150 v. Chr.) setzt den regelmäßigen Wochenschabbat im ganzen Jahr als Teil des jüdischen Kalenders voraus. Jub 2,17–33 beschreibt ihn als besonders heiligen, aber nur von Israeliten, keinen Nichtjuden, zu befolgenden Feiertag. Die Todesstrafe für Schabbatbruch solle unbedingt beibehalten werden; jedoch bleibt offen, wer sie wie ausführen sollte. Eine Liste von detaillierten Schabbatregeln in Jub 50,6–13 ähnelt den Regeln der Damaskusschrift und nimmt spätere Schabbatregeln (Halachot) der Sadduzäer und der Mischna vorweg. Verboten werden Land- und Seereisen, Pflügen eigener oder fremder Felder, Feueranzünden, Reiten, Schlachten und Töten irgendeines Lebewesens, Fasten, Krieg führen. Für alle diese Vergehen wird Gottes tötende Rache erbeten, so dass die zuvor verlangte Todesstrafe nicht von Menschen umgesetzt worden sein muss.

### Schriftrollen vom Toten Meer
Unter den Schriftrollen vom Toten Meer beschreiben die fragmentarischen Schabbatlieder (4QShirShabb) die Priesterschaft der Engel, die im Himmel die ersten dreizehn Schabbate im Jahr feiern. Dem entsprach offenbar eine damalige Schabbatliturgie. Die Damaskusschrift (um 100 v. Chr.) verlangt strenge Befolgung des Schabbatgebots (VI,18) und überliefert detaillierte Diskussionsergebnisse über dessen Deutung (X–XII). Der Eruv („Schabbatgrenze“), also der Bereich um ein Haus, in dem lebensnotwendige Gegenstände umher getragen werden durften, wurde von 2000 auf 1000 Ellen verkürzt. Am Schabbat verboten wurden Essenszubereitung, Trinken außer Haus (CD X,21–23), Wassertransport in Gefäßen, freiwilliges Fasten, Aufheben von Steinen oder Staubwischen zuhause, Hilfe bei Tiergeburten, Rettung in Brunnen gestürzter Tiere und Menschen (XI,13–17) sowie Sexualverkehr im Heiligtum. Abgelehnt wurde auch, den Weg zum Tragen von Gegenständen von Haus zu Haus als gemeinsamen Innenhof zu deuten und so zu erlauben (CD X,4). Die Todesstrafe für Schabbatbruch wurde nicht verlangt (XII,3f.).

### Mischna, Talmud und andere halachische Schriften
Die Mischna sammelt die rabbinischen Bestimmungen zur Schabbatgestaltung vor allem in den Traktaten Schabbat sowie Beza und Eruvin. Sie legen fest, welche Arten von Tätigkeiten und davon abgeleitete Einzeltätigkeiten als am Schabbat unzulässige Arbeit (Melacha) anzusehen sind. Dabei war den Rabbinen bewusst, dass ihre Auslegungen zum Teil weit über die Schabbatgebote der Tora hinausgingen. So heißt es im Traktat Chagiga (1,8), dass die Gesetze des Schabbats seien „wie Berge, die an einem Haar hängen: Sie haben wenig Schrift, aber viele Vorschriften.“ Grundsätzlich unterstehen alle rabbinischen Vorschriften dem Gebot Lev 18,5 : Der Mensch, der sie ausführt, wird durch sie leben.
Die Mischna verbietet im Traktat Schabbat (7,2) 39 Hauptarbeiten („Awot Melachot“). Diese leitet sie aus den zum Bau der „Stiftshütte“ (Ex 35–39 ) erforderlichen Tätigkeiten und Produkte ab, in deren Kontext die Schabbatgebote Ex 31,12–17 und 35,1-3 stehen. Sie betreffen elementare Bedürfnisse wie Nahrung, Kleidung, Wohnung, Energieerzeugung und Schreiben. Dazu listet sie alle Teilschritte einer Produktherstellung auf, etwa 11 zum Brot (Pflügen, Säen, Ernten, Garbenbinden, Dreschen, Worfeln, Verlesen, Mahlen, Sieben, Kneten und Backen); 13 zum Tuch, darunter Scheren, Bleichen, Krempeln von Rohmaterial, Färben, Spinnen, Weben, Nähen, Knüpfen von Knoten, Entknüpfen von Knoten, Zerreißen; neun zum Pergament, darunter das Aufstellen von Fallen, Schächten, Hautabziehen, Gerben, Abschaben, Zuschneiden, Beschreiben, Ausradieren; zwei zum Auf- und Abbauen der Hütte (Bauen, Zerstören); das Anzünden und Auslöschen eines Lichts oder Feuers (mit Bezug auf Ex 16,23; 35,3); das Hämmern sowie das öffentliche Umhertragen von Privatbesitz. Von diesen 39 Hauptkategorien leitet sie „Nachkommen“ von Verboten ab, die ähnliche oder zweckverwandte Arbeiten betreffen: darunter lange Wanderungen und Reisen sowie alle Erwerbsarbeiten, Kaufgeschäfte und mit Geldverdienen befasste Arbeiten einschließlich der bloßen Berührung von Geld.
Der Talmud erläutert (Sanhedrin 74a), dass alle Gebote außer Mord, Götzendienst oder Inzest übertreten werden dürften, um das eigene Leben zu retten. Die spätere halachische Literatur greift zahlreiche Einzelfälle auf und diskutiert diese. So erlaubt der Schulchan Aruch (Orach Chajim 329) das Löschen eines Feuers am Schabbat - sofern Lebensgefahr besteht.
Viele Rabbinen erlaubten Nothilfe für Tiere am Schabbat (Talmud Schabbat 128b), weil der Tierschutz dem Schabbatgebot in der Tora übergeordnet sei. Essen, Trinken und elementare Körperpflege am Schabbat waren erlaubt, nicht aber medizinische Behandlungen, außer zur Rettung von Leben (Mechilta zu Ex 31,13). Kleinere medizinische Maßnahmen wurden als erlaubtes Essen und Trinken eingeordnet (Mischna Schabbat 14,3f).
Einige Rabbinen gestatteten medizinische Behandlung auch dann, wenn die Lebensgefahr des Betroffenen unsicher war, nach dem Prinzip (Mischna Joma 8,6): …und schon die Möglichkeit einer Lebensgefahr lässt den Schabbat zurücktreten. Dieses Prinzip begründeten Rabbi Simeon ben Menasja und Rabbi Jonathan ben Joseph um 180 mit Bezug auf Ex 31,13f.  wie folgt (Joma 85b):

„…er [der Schabbat] ist euch übergeben, nicht aber ihm.“

Das Passivum divinum „übergeben“ meint Gottes Aktivität. Rabba bar Chana und Rabbi Eleazar begründeten das Prinzip mit biblischen Analogien: Für eine eventuell lebensrettende Zeugenaussage dürfe man Zeugen sogar vom Opfern am Altar wegholen, also den toragemäßen Opfervollzug unterbrechen. Eine Beschneidung sei laut Tora auch am Schabbat geboten; da diese nur ein Körperglied betreffe, sei die Rettung des ganzen Körpers am Schabbat umso mehr erlaubt. Zum Schluss dieser Erörterung verwies Rab Jehuda im Namen Rab Schemuels auf Lev 18,5: Die Gebote seien zum Leben gegeben. Keine Vorschrift, die die Tora auslege, dürfe sich lebensfeindlich auswirken. Dies bezeichnete Raba als unwiderlegbares Argument.
Die Schabbatgrenze für erlaubte Transporte wurde auf den gemeinsamen Innenhof ausgedehnt. Umstritten war, ob man vor dem Schabbat Arbeiten beginnen dürfe, die sich am Schabbat von selbst fortsetzten, etwa das Färben. Schüler von Rabbi Hillel bejahten, Schüler von Schammai verneinten dies (Mischna Schabbat 1,2–4).
Die Mischna Schabbat 4,1,1-3 behandelt die Frage, wie gekochtes Essen und heiße Getränke trotz des Verbots, Feuer zu machen oder zu kochen, warm gehalten werden können. Als erlaubte Warmhaltemittel wurden Gewänder, Früchte, Taubenfedern, Hobelspäne, feine oder grobe Flachsschäbe, Felle und Wollflocken aufgezählt. Für Transporte von Lebensmitteln wurden erlaubte und unerlaubte Warmhaltemittel unterschieden. Material, das bei Feuchtwerden faulen oder gären konnte, wurde verboten; bei erlaubtem Material wurde zu seinem Gebrauch angeleitet, um das Essen nicht zu verunreinigen.
Viele der im gleichnamigen Traktat gesammelten Ausnahmeklauseln hießen „Mischungen“ (eruvim), weil sie Tätigkeiten einer Kategorie mit denen einer anderen mischten, um das ursprüngliche strenge Verbot unter einem anderen Aspekt aufzuheben. Wegen dieser erkennbaren Absicht lehnten die Sadduzäer und später die Karäer solche Sonderregeln komplett ab.
Der Talmud hebt hervor, dass die Verpflichtung, den Schabbat zu halten, sich ausschließlich auf das jüdische Volk bezieht. Drastische Worte findet Resch Lakisch im Talmud (Sanhedrin 58b): „Ein Nichtjude der am Schabbat ruht, der ist des Todes schuldig.“
Der Talmud verbindet den Schabbat im Anschluss an prophetische Aussagen eng mit der Erwartung des Messias (Midrasch Exodus Rabba 25,12):

„Wenn Israel nur ein einziges Mal den Schabbat wirklich halten würde, würde der Messias kommen, denn das Halten des Schabbat kommt dem Halten aller Gebote gleich.“

Rabbi Schimon ben Jochai lehrte (Schabbat 118b):

„Würden die Israeliten zwei Schabbatot nach Vorschrift halten, so würden sie sofort erlöst werden.“

Die praktische, erfahrbare und transformierende Vorwegnahme dieser messianischen Heilszeit, in der die Schöpfung zum Ziel kommt, drückt der Talmud mit der Gabe einer doppelten Seele aus (Bava Mezia 16a):

„Am Vorabend des Schabbats gibt der Heilige, gesegnet sei er, dem Menschen eine zusätzliche Seele, und am Ende des Schabbats nimmt er sie ihm wieder.“

## Historische Entwicklungen

### Antike
Der assyrische König Sanherib beschrieb in einem um 701 v. Chr. verfassten Brief seine Eroberung von Lachisch an der „siebten (Zeit)“ des damaligen Königs von Juda Hiskija. Vermutet wird, dass der Ruhetag der Juden gemeint war und dieser den Assyrern den Sieg ermöglichte. Auch die erste babylonische Eroberung Jerusalems 597 v. Chr., der erste Angriff Nebukadnezars auf die Tempelstadt 588 v. Chr. und ihr Fall in der Amtszeit Zedekias (Jer 52,5–8 ) wird im Abgleich biblischer Datumsangaben mit babylonischen Chroniken auf einen Schabbat datiert. Demnach benutzten die Großkönige der Assyrer und Babylonier diesen ihnen bekannten spezifisch jüdischen Ruhetag, um die rebellischen Juden leichter niederzuwerfen. Auch die Ptolemäer und später die Seleukiden griffen die Juden öfter an einem Schabbat an, weil diese an diesem Tag aus Toratreue keinen militärischen Widerstand übten.
Nach den um 170–100 v. Chr. entstandenen Büchern der Makkabäer wurden Juden wegen der strikt eingehaltenen Schabbatruhe vom Heer des Antiochos IV. massakriert (1 Makk 2,29–38). Daraufhin hätten der Makkabäer Mattatias und seine Anhänger beschlossen, am Schabbat zu kämpfen, falls sie angegriffen würden, um nicht völlig vernichtet zu werden (1 Makk 2,39ff.; 2 Makk 5,25f.). Mit dieser Ausnahmeregel (takhana) wurde die seit dem Jubiläenbuch bestehende Verordnung (halacha) nicht aufgehoben, sondern für akute Erfordernisse abgeändert.
Der Beschluss blieb umstritten und wurde nicht immer eingehalten. Gnaeus Pompeius Magnus konnte Jerusalem 63 v. Chr. dem römischen Historiker Cassius Dio zufolge an einem Schabbat erobern; Sosius dagegen habe Jerusalem nach dem Ende der Amtszeit von Pontius Pilatus 37 n. Chr. nur gegen starken jüdischen Widerstand auch am Schabbat wieder dem römischen Prokurat unterstellen können. Der römerfreundliche jüdische Historiker Flavius Josephus beschrieb um 100 n. Chr. das Dilemma gläubiger Juden als Rede des Agrippa bei der Belagerung Jerusalems im Jahr 66: Wer das Schabbatgebot im Krieg einhalte, werde wie die Vorväter leicht besiegt werden. Wer es breche, verteidige nicht mehr das Judentum und seine Identität und könne den Krieg dann gleich sein lassen. Denn wie wolle man den Gott noch um Hilfe anrufen, dessen Gebote man missachte? Später hätten aufständische Juden ihrerseits auch an einem Schabbat die Römer angegriffen, die wegen des jüdischen Ruhetags nicht damit gerechnet hätten. Briefen des Bar Kochba um 135 zufolge hielten auch aufständische Juden zumindest das Reise- und Handelsverbot am Schabbat ein.
In der jüdischen Diaspora wurde der Schabbat seit etwa 500 v. Chr. als Arbeits- und Handelsruhe und Gottesdiensttag ebenso eingehalten wie in Palästina, so dass er allgemein als Besonderheit des Judentums bekannt war und zunehmend auch von Nichtjuden geachtet wurde. Die Behörden des Römischen Reiches schützten die jüdischen Minderheiten vor Übergriffen griechischer Städte auf ihre Schabbatbräuche, befreiten Juden vom Militärdienst, von Gerichtsterminen am Schabbat und Rüsttag zum Schabbat und bewahrten am Schabbat verteiltes Getreide für jüdische Berechtigte auf, um es ihnen am Folgetag zu übergeben. Nach dem niedergeschlagenen jüdischen Aufstand von 135 verbot Kaiser Hadrian jedoch große Teile der jüdischen Religionsausübung, darunter den Schabbat.
Vom Hellenismus geprägte Ägypter, Griechen und Römer, darunter Apion und Manetho, sahen den Schabbat als Kuriosität und Zeichen von Schwäche, Aberglauben und Faulheit der Juden an. Das Kriegführungsverbot am Schabbat galt etwa Agatarchides von Knidos als Dummheit und Absurdität. Tacitus hielt jüdische Bräuche für „unheimlich und schändlich“. Er glaubte, Juden würden wegen einer Neigung zum Müßiggang jedes siebte Jahr nicht arbeiten und am Schabbat den Astralgott Saturnus anbeten, den er als Symbol negativen Machtstrebens verstand (Annales 5,4,3–4). Seneca empörte sich über den Einfluss jüdischer Sabbatobservanz auf Nichtjuden: „Die Besiegten haben den Siegern Gesetze gegeben.“ Er beschrieb jüdische Schabbatbefolgung als Verlust eines Siebtels der Lebenszeit, die man besser dringenden Geschäften hätte widmen sollen. Aulus Persius Flaccus spottete, die Juden würden am Schabbat hinter verschmierten Fenstern bei qualmenden Lampen Weingelage feiern. Plutarch zufolge geschah Jerusalems Eroberung an einem Schabbat (70) aufgrund der „niedrigen Gewohnheiten“ der Juden, die sich „in ihrem Aberglauben verfingen wie in einem Netz“. Rutilius Claudius Namatianus fasste diese verbreitete Verachtung um 400 in einem Gedicht zusammen:

„Gebührende Schmähung ward von uns dem verruchten Geschlechte…,
Das mit der Torheit im Bunde seine traurigen Sabbate feiert. […]
Zur entehrenden Ruh verdammt den siebenten Tag es,
Gleichsam ein weibisches Bild von dem ermüdeten Gott.
Oh dass Rom sich nie unterworfen hätte Judäa,
da das bezwungene Volk seine Besieger besiegt.“

### Mittelalter und Frühe Neuzeit

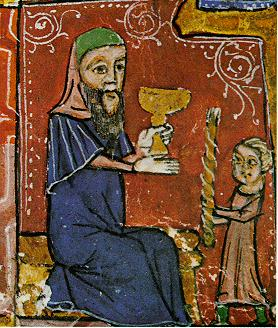
Hawdala. Illustration 14. J.h., Spanien

Im Mittelalter entwickelten Juden die Schabbatbräuche (מנהגים minhagim) auf der Basis der überlieferten Tora- und Talmudbestimmungen fort. Im 13. Jahrhundert entstanden drei Schabbatmähler, später ein viertes. Der Zohar (um 1280) begründete sie damit, dass der Schabbat ein Gottesname sei und so vollkommene universale Freude bedeute: Er nähre alle Juden als Sprösslinge der drei Urväter und bewahre alle Lebewesen im Kosmos vor Gottes Strafgericht. Im 16. Jahrhundert schufen Vertreter der Kabbala in Safed eine festgelegte Schabbatliturgie für die Hausfeier mit dem Kiddusch zu Beginn und der Hawdala am Schluss. Während die Karäer auch vor Schabbatbeginn entzündetes Licht verboten, erlaubten sie das Entzünden von zwei Lichtern als Symbol für die am Schabbat verdoppelte Seele, die die Wahrnehmung der Schöpfung und ihres künftigen Heils ermögliche. Isaak Luria (1534–1572) ergänzte das rituelle Begrüßen und Einholen der „Braut“ (Kabbalat Schabbat) mit Psalmgesang und Semiroth. Schlomo Alkabez (1505–1584) komponierte und dichtete dazu das in allen jüdischen Richtungen bis heute übliche Schabbatlied hebräisch לכה דודי Lecha Dodi: „Auf, mein Freund, der Braut entgegen, Königin Schabbat wollen wir empfangen“. Die nun übliche Lesung von Spr 31,10-31  bei der ersten Schabbatmahlzeit verstand Jesaja Horovitz 1623 als Einladung für die hebräisch שְׁכִינָה Schechina (Einwohnung Gottes). Im mitteleuropäischen Sommer wurden Beginn und Ende des Schabbat lokal unterschiedlich unabhängig vom Sonnenuntergang zeitlich festgelegt. Jüdische Philosophen erklärten den Schabbat zum Gottesbeweis und ergänzten seinen Ruhecharakter durch das obligatorische Torastudium.
An Responsensammlungen zeigen sich damalige Schabbatprobleme: So wehrte Abraham ibn Esra 1158 Versuche ab, den Schabbat von Samstag- bis Sonntagmorgen zu feiern. Salomo Adret verbot 1546 das Ofenheizen am Schabbat im Winter und empfahl dazu ein Schloss am Ofen. Da Tabakrauchen unter das Feuerverbot fiel, zündeten Juden freitags eine große Wasserpfeife an, deren Tabak samstags weiter glimmte. Mendel ben Abraham zufolge sollten Juden 1675 in Amsterdam zwei Monate lang keinen Fisch von Nichtjuden mehr kaufen, da diese Fischeinkäufe von Juden, insbesondere Heringe und Karpfen, für den Schabbat durch hohe Preisaufschläge ausgenutzt hatten. Jüdische Händler verkauften ihre Geschäfte freitags für einen symbolischen Preis an Nichtjuden und kauften sie nach Schabbatende zurück; hatten sie christliche Geschäftspartner, überließen sie ihnen den Schabbatverdienst.
Als Überblick über die weiterentwickelten Halachot schrieb Maimonides zwischen 1176 und 1200 sein Hauptwerk Mischne Tora. Danach sollte das Schabbatgebot das Geschaffensein der Welt und das Dasein Gottes bekräftigen, an seine Gnadenerweise für Israel erinnern und so theoretische Wahrheitserkenntnis und praktische Wohlfahrt zugleich fördern. Nach dem Sefer Ha-Turim von Jakob ben Ascher sollte der Schabbat an die Schöpfung und Sinaioffenbarung erinnern und auf die Ruhe der künftigen Auferstehung vorausblicken. Als Kommentar dazu für die Sephardim schrieb Josef Karo von etwa 1545 bis 1565 den Schulchan Aruch (‚Der gedeckte Tisch‘). In einem ähnlichen Kommentar für die Aschkenasim, HaMappa (‚Die Tischdecke‘), stellte Moses Isserles sephardische und aschkenasische Schabbat-Halachot gegenüber. Beide Werke wurden für jüdisches Leben verbindlich.

### Neuzeit

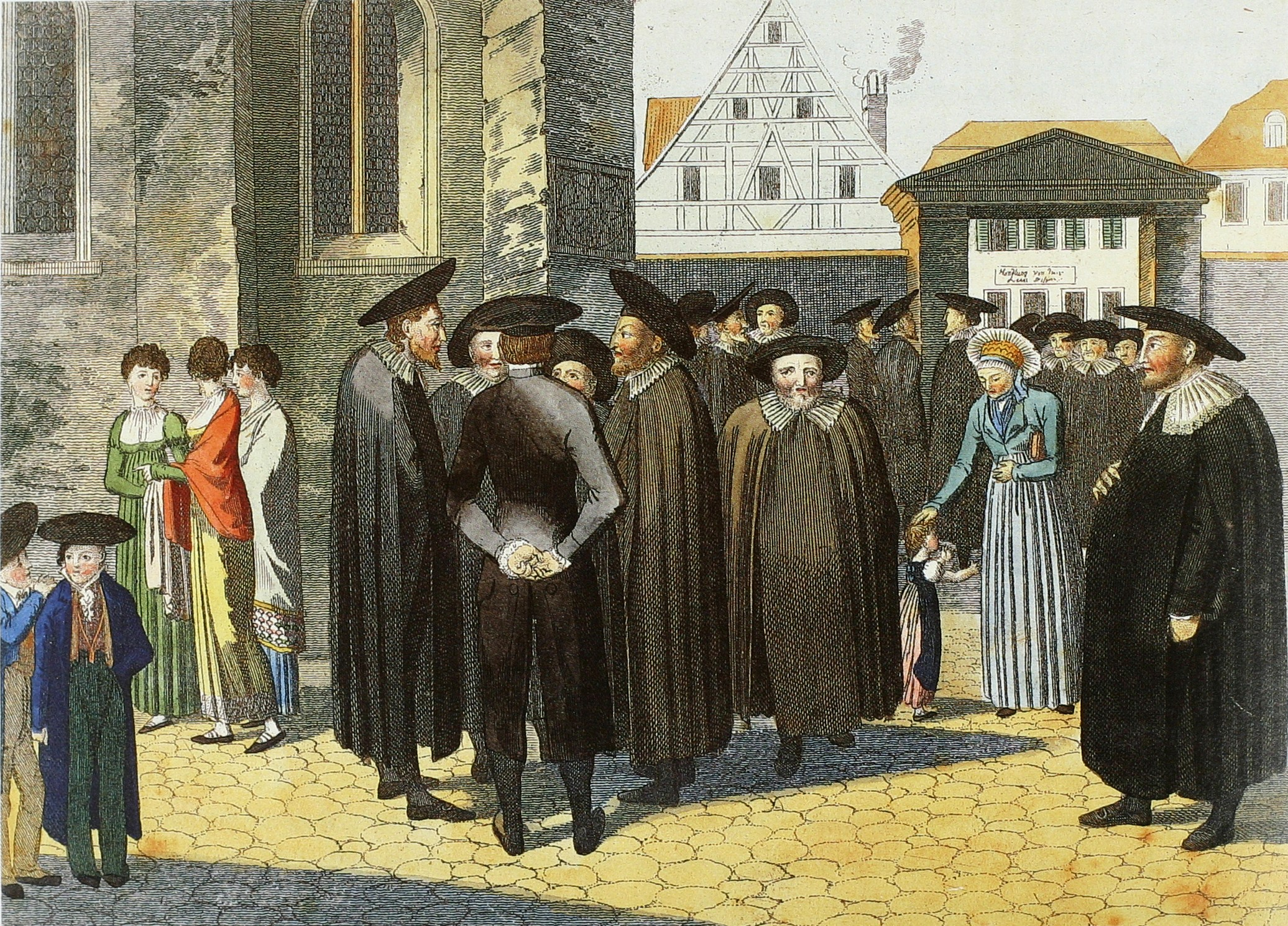
Der Samstag, Szene vor der Synagoge in Fürth, die Frauen (links) tragen Kleider im Empire-Stil, die Männer die Festtracht der traditionell lebenden Juden in Süd- und Westdeutschland, Deutschland um 1800

#### Vorstöße zur Schabbatverlegung
Die staatlich verordnete Sonntagsruhe zwang in christianisierten Ländern lebende gläubige Juden jahrhundertelang, ihre Geschäfte an zwei Wochentagen zu schließen, und erschwerte ihre Arbeitsruhe am Schabbat. Dadurch wurden sie wirtschaftlich benachteiligt und religiös diskriminiert. Die etwa von dem Aufklärer Christian Wilhelm Dohm 1781 geforderte rechtliche Gleichstellung der Juden ging mit verstärktem Druck zu ihrer vollständigen Assimilation einher. Christliche Bürgerschaften forderten von Juden die Aufgabe ihrer Schabbatbräuche als Gegenleistung für angebotene Bürgerrechte. Der Theologe Johann David Michaelis etwa meinte, Juden hätten wegen ihres angeblichen Kleinwuchses und ihrer Weigerung, am Schabbat zu kämpfen, keine Chance im preußischen Militär.
Auf solche verbreiteten Vorbehalte reagierten etwa die jüdische Haskala im 18. Jahrhundert und die Jüdische Emanzipation im 19. Jahrhundert. Moses Mendelssohn etwa erwiderte Dohm 1783, falls die „bürgerliche Vereinigung“ nur um den Preis der Tora-Aufgabe erreichbar sei, müssten Juden darauf verzichten. Viele Juden versuchten ihrerseits jedoch, sich ganz dem christlich dominierten Nationalstaat, in dem sie lebten, einzuordnen, und betrachteten den Schabbat als Hindernis dazu.
Diesem Thema widmete sich die deutsche Rabbinerkonferenz von 1845. Dort forderte Samuel Holdheim, den Schabbat auf den Sonntag zu verlegen, da das Judentum nur so langfristig bewahrt und der Ruhetag aktiv geheiligt werden könne. Nur einzelne deutsche Gruppen, so die Berliner Reformgemeinde 1849 und einige US-amerikanische Gruppen, folgten diesem Vorschlag. 1869 forderte Hermann Cohen erneut die Verlegung des Schabbat-Gottesdienstes auf den Sonntag, um die erwünschte „nationale Verschmelzung“ zu fördern. 1919 schrieb er jedoch, allein durch den Schabbat habe das Judentum sich der Welt schon als „Freudenbringer und Friedensstifter“ erwiesen. Andere standen ihrer jüdischen Tradition gleichgültig gegenüber oder konvertierten für bessere Aufstiegschancen zum Christentum.

#### Schabbat-Wahrung
Orthodoxe, konservative, liberale und nichtgläubige Juden haben den Schabbat verteidigt. Der christlich getaufte Dichter Heinrich Heine ehrte ihn 1851 mit seinem Gedicht Prinzessin Sabbat. Er gebe dem von seiner Umwelt zum Hunde erniedrigten Volk Israel einmal in der Woche seine Würde zurück. Der Zionist Max Joseph kritisierte die jüdische Emanzipation als „Rabatt-Judentum“, die jüdische Kinder von elementaren Traditionen wie dem Schabbat entfremde und so zur Selbstauflösung der jüdischen Religion führe. Samson Raphael Hirsch warnte: Tilge den Schabbat und du hast Israel und seiner Religion den Boden zertrümmert. An der Schabbatachtung entscheide sich die Zugehörigkeit zum Judentum. Achad Ha'am, der Begründer des Kulturzionismus, betonte 1895: „Ein Jude, der eine wirkliche Verbindung zum Leben seines Volkes verspürt, wird es gänzlich unmöglich finden, sich Israels Existenz ohne den Schabbat vorzustellen. Man kann ohne Übertreibung sagen: Mehr als Israel den Schabbat bewahrt hat, hat er Israel bewahrt.“

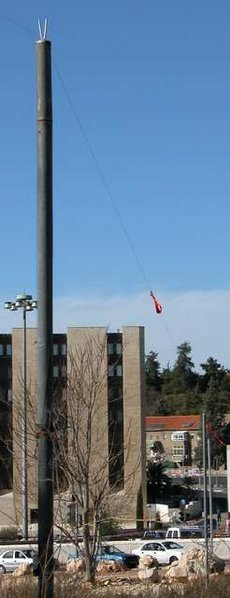
Abschnitt eines Eruv (Schabbatgrenze bzw. -zaun) in Jerusalem

Weil das Schabbatgebot laut Tora exklusives Bundeszeichen des erwählten Volkes sein sollte, lehnten gläubige Juden seine christliche Inanspruchnahme für den Sonntag oft ab. Ab etwa 1900 organisierten sich schabbattreue Juden in Vereinen, genannt שומר שבת Schomre Schabbat (‚Hüter des Schabbats‘). Sie versuchten nicht nur die Tora, sondern auch die Halachot vollständig zu erfüllen und gaben dazu Bücher und Flugschriften mit praktischen Ratschlägen heraus. Sie bildeten 1928 in Berlin einen „Weltverband für Schabbatschutz Schomre Schabbos“. Solche Vereine und ihre Vorläufer erreichten etwa in England (1860 und 1931), den Niederlanden, Galizien und der Bukowina eine teilweise Befreiung von der gesetzlichen Sonntagsruhe für jüdische Unternehmen. In Preußen waren jüdische Schulkinder durch einen Erlass des Preußischen Ministeriums der geistlichen, Unterrichts- und Medizinalangelegenheiten seit 1859 samstags vom Unterricht befreit. 1913 wies der Unterstaatssekretär des Ministeriums, Hermann von Chappuis, die Schulen außerdem an, mit Rücksicht auf jüdische Schüler an Samstagen und jüdischen Feiertagen keine Prüfungen durchzuführen. Diese Sonderregelungen bestanden bis 22. Juni 1933.
Andere gläubige und nichtgläubige Juden betonten wie schon Philon von Alexandria die Relevanz des Schabbats für die Menschheit. Leo Baeck schrieb 1906, das Sabbatgebot Dtn 5 solle das unverkürzte und unverkürzbare Menschenrecht der Sklaven und Sklavinnen schützen. Die gebotene Ruhe für alle Familienglieder solle auch den von ihnen abhängigen Knechten die für deren Überleben notwendige Erholung gewähren. Auch sie hätten laut Tora einen mit Gottes ganzer Autorität verliehenen Anspruch darauf, sich ebenso wie die Freien über den Schabbat zu freuen, seien ihnen religiös also bereits gleichgestellt. Er wies darauf hin, dass auch die Römer Sklavenfeste kannten, diese aber auf wenige Tage im Jahr begrenzten und nicht als ein Sklavenrecht, sondern als Almosen auffassten.
Antisemiten nutzten den Sabbat oft für Angriffe auf Juden: So mussten diese im Ersten Weltkrieg von 1916 an ihre Läden auch samstags öffnen. Der Judenboykott der Nationalsozialisten am 1. April 1933, einem Samstag, sollte wiederum auch assimilierte Juden treffen. Jüdische Kinder mussten ab dem 26. Juni 1933 wieder auch samstags zur Schule gehen. Hetzpamphlete verhöhnten jüdische Sabbattreue als Faulheit und angebliche Ausbeutung von Nichtjuden. Mit Verordnungen wurden Juden auch an Freitagabenden, samstags und an ihren Festtagen zur Arbeit gezwungen. Der Arbeitszwang wurde ständig verschärft und bei Nichteinhaltung immer strenger bestraft, besonders im seit 1939 besetzten Polen.
Daraufhin erlaubten polnische Rabbiner ihren Gemeinden vielfach, bei Lebensgefahr am Schabbat und hohen Festtagen zu arbeiten und heiße Suppe zu kochen. Strenggläubige Juden ließen sich in Ghettos jedoch oft in Brigaden einteilen, die am Schabbat nicht arbeiteten, dafür sonst besonders unangenehme Arbeiten ausführen mussten und weniger Lebensmittelrationen erhielten. In Zwischenlagern internierte Juden weigerten sich wegen des halachischen Reiseverbots, absichtlich immer samstags angebotene vorübergehende Entlassungen anzunehmen. Deportierte Juden feierten den Schabbat mit Kerzen und dem Gesang des Lecha Dodi sogar auf dem Weg zu ihrer Ermordung auf Bahnsteigen, in Eisenbahnwaggons und in Vernichtungslagern; so auch Überlebende nach ihrer Befreiung.
Der Psychoanalytiker und Sozialphilosoph Erich Fromm befasste sich in mehreren seiner Schriften mit dem Sabbat, den er für die wichtigste Idee der Bibel hielt. 1980 erklärte er seinen Sinn wie folgt: „Der Sabbat ist die Vorwegnahme der messianischen Zeit nicht durch ein magisches Ritual, sondern durch praktisches Verhalten, das den Menschen in eine reale Situation der Harmonie und des Friedens versetzt. Die andere Lebenspraxis verändert den Menschen.“ „In der jüdischen Überlieferung ist nicht die Arbeit der höchste Wert, sondern die Ruhe, der Zustand, der keinen anderen Zweck hat als menschlich zu sein. Das Sabbatritual hat aber noch einen anderen Aspekt, den man kennen muss, um es ganz zu verstehen. Der Sabbat scheint ein alt-babylonischer Feiertag gewesen zu sein, der an jedem siebten Tag (Sabattu) eines Mondmonats gefeiert wurde. Allerdings hatte er eine völlig andere Bedeutung als der biblische Sabbat. Der babylonische Sabattu war ein Tag der Trauer und Selbstzüchtigung. Es war ein düsterer Tag, der dem Planeten Saturn geweiht war (die englische Bezeichnung des Sonnabends „Saturday“ weist noch heute darauf hin) und man suchte seinen Zorn durch Selbstkasteiung und Selbstbestrafung zu besänftigen. In der Bibel aber hat der heilige Tag seinen Charakter als Tag der Selbstgeißelung und der Trauer verloren; er ist kein „schlimmer“ Tag mehr, sondern ein guter Tag; der Sabbat ist zum Gegenteil des düsteren Sabattu geworden“. Fromms Verbindung des Sabbat mit dem als Geschichtsziel erwarteten Ideal einer egalitären Gesellschaft folgte Autoren des Frühsozialismus und Kommunismus wie Pierre-Joseph Proudhon, Moses Hess, der den immerwährenden Sabbat als „Geschichtssabbat“ bezeichnete, und Karl Marx.
Unter bestimmten Umständen wird das Einschalten von Geräten unter Wahrung der Sabbatruhe durch die in den 2000er Jahren in Jerusalem entwickelte Grama-Technologie ermöglicht. Bestimmte Geräte verfügen zum gleichen Zweck über den so genannten Sabbat-Modus.

#### Gestaltungsunterschiede

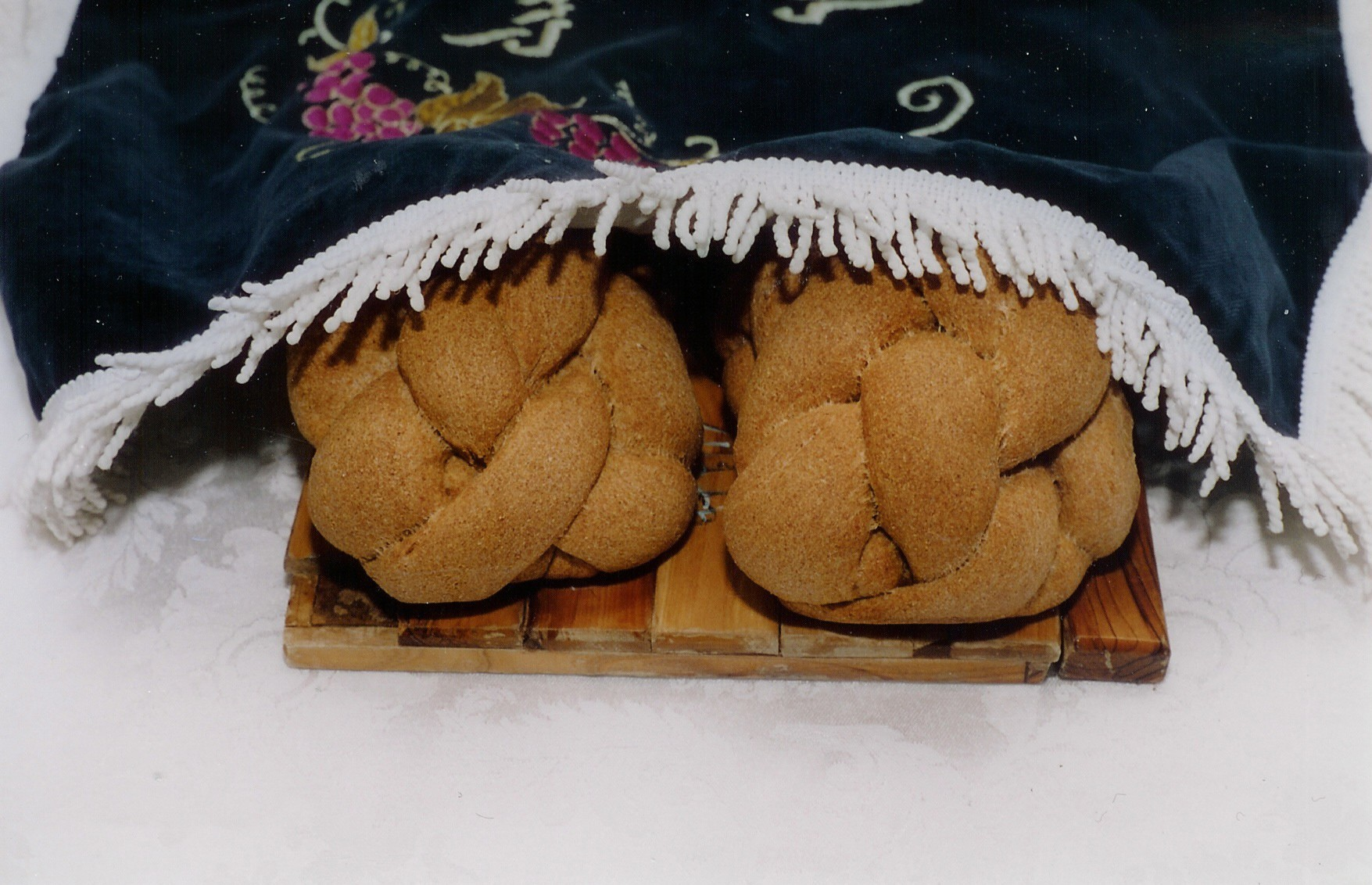
Barches/Challot

Die seit Jahrtausenden bestehenden Grundbestandteile des Schabbats (Arbeitsruhe, rituell eröffnete Festmahle in der Familie und Synagogengottesdienste) sollen der Freude an Gottes Schöpfungswerk und am Bundesschluss Ausdruck verleihen. Dabei gestalten Juden das unspezifische Arbeitsverbot der Tora je nach religiöser Richtung seit dem Mittelalter unterschiedlich.
Orthodoxe und ultraorthodoxe Juden (יַהֲדוּת חֲרֵדִית jahadut charedit, Haredim) befolgen bis heute die 39 Melachot, die 39 Arbeitsverbote des Talmud, so in größeren haredischen Wohnquartieren wie den früheren osteuropäischen Schtetl, dem Scheunenviertel (Berlin) und der Jerusalemer Altstadt. Ihre Vertreter diskutieren die Halachot in Responsen weiter und versuchen sie an moderne Gegebenheiten und Technik anzupassen. Da Gebrauch von Elektrizität seit 1900 in das Feuerverbot eingeschlossen wurde, ergab sich daraus etwa das Verbot von Fahrstuhl-, Rolltreppen- und Autofahren, Radiohören, Fernsehen usw. Umstritten war etwa der Gebrauch von Elektrogeräten mit vor dem Schabbat aufgeladenen Batterien, für medizinische Operationen notwendigen Geräten usw. Um derartige Probleme praktisch zu lösen, gründete Levi Jizhak Halperin 1963 in Jerusalem das „Institut für Wissenschaft und Halacha“. Dort wurde etwa eine „Schabbatsteckdose“ erfunden, die den Stromkreislauf alle drei Minuten für 30 Sekunden unterbricht, um so das Anschließen von Geräten ohne Bruch des Feuerverbots zu ermöglichen. Einige moderne Kühlschränke und Backöfen besitzen einen Sabbat-Modus, der die Nutzung am Feiertag ermöglicht, ohne dass dafür vom Menschen Schaltvorgänge ausgelöst werden.
Im liberalen und progressiven Judentum wird der Schabbatzweck der freude- und friedvollen Ruhe und geistigen Erneuerung im Kreis von Familie, Freunden und Gästen betont. Das Arbeitsverbot wird im Prinzip anerkannt, aber nicht formal nach Bibel- und Talmudstellen, sondern nach heutigen gesellschaftlichen Bedingungen definiert. Gewöhnliche Erwerbsarbeit und Handel werden so weit wie möglich unterlassen; wer am Schabbat unbedingt arbeiten muss, soll die arbeitsfreie Zeit umso mehr für die geistige Besinnung nutzen. Das Verwenden von Elektrizität ist nicht generell verboten. Wenn Tätigkeiten der Schabbatheiligung dienen, sind sie erlaubt, etwa Autofahren zum Synagogenbesuch, erholsame Gartenarbeit, Schreiben im Rahmen eines kreativen Gottesdienstes. Die Verantwortung des Einzelnen wird betont: Nachlässigkeit sei zugelassen, wer ein Gebot übertrete, beraube sich aber auch des mit seiner Beachtung verbundenen Genusses. Um die halachischen Vorschriften auf neuzeitliche Lebensumstände und Bedürfnisse zu beziehen, gab die Zentralkonferenz der Rabbiner in den USA 1972 ein Shabbat Manual heraus.
Zwischen 1924 und 1934 führte der zionistische Dichter Chaim Nachman Bialik zunächst in Tel Aviv regelmäßige außerhäusliche, zwanglose, nicht an der Halacha orientierte öffentliche Freitagabendtreffen mit seinen Freunden ein, die rasch besonders bei Jugendlichen populär wurden. Er nannte sie im Anschluss an Jes 58,13  Oneg Schabbat (Schabbatwonne, -freude, -genuss), um diesen für den ganzen Schabbat wesentlichen Aspekt hervorzuheben. Oneg Schabbat war von 1939 bis 1944 auch Tarnname einer jüdischen Widerstandsgruppe im Warschauer Ghetto und des dazugehörigen Archivs von Emanuel Ringelblum.

#### Schabbat in Israel

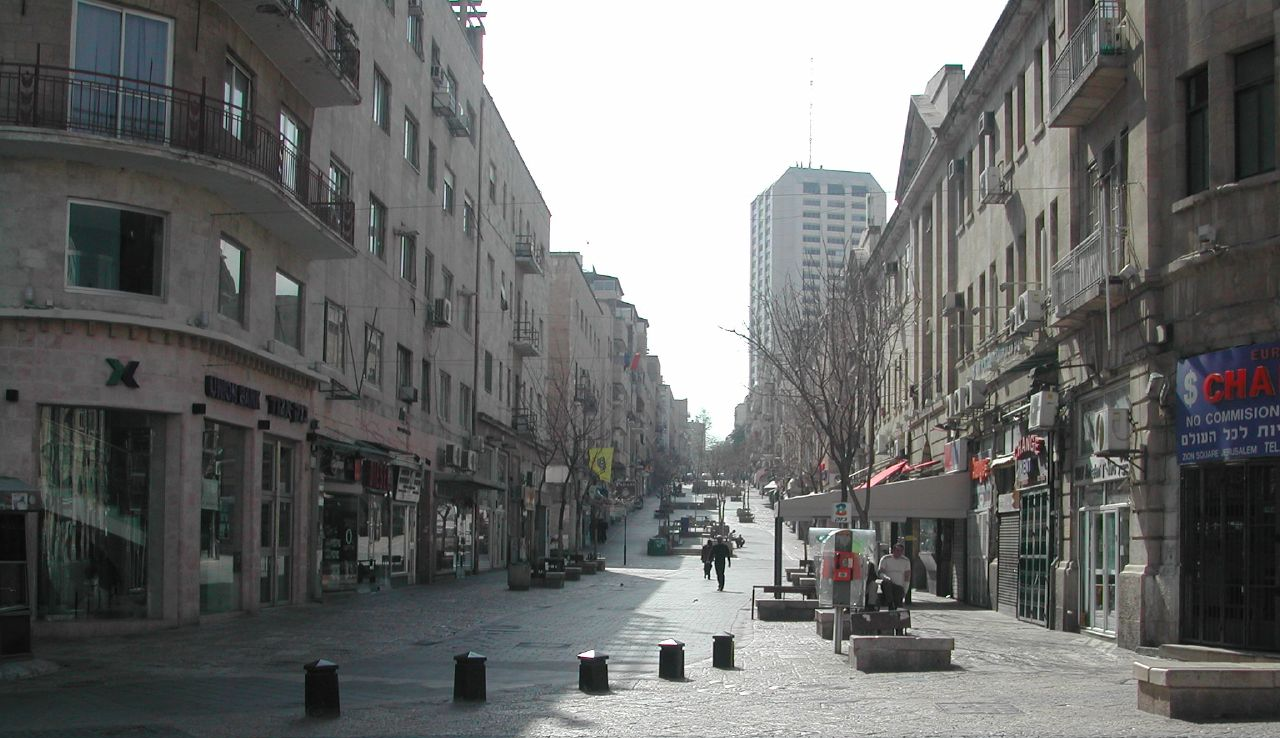
Die menschenleere Ben-Jehuda-Straße in Jerusalem am Schabbat

In Israel hatten die alteingesessenen Juden den Schabbat nach der Halacha streng gehalten, während die Einwanderer (עולים olim) der ersten und zweiten עֲלִיָּה Alija ihn ohne besondere Gottesdienste begingen und auch die Anfangstermine variierten. Die britische Mandatsverwaltung gewährte den Siedlern kommunale Autonomie, so dass eine Vielfalt der Schabbatgestaltung entstand.
Am 14. Mai 1948 wurde der Schabbat als gesetzlicher Ruhetag festgelegt, wie es die Jewish Agency den orthodoxen Juden am 19. Juni 1947 zugesagt hatte. Zugleich wurde Nichtjuden das Recht garantiert, ihre eigenen Ruhe- und Feiertage zu begehen. 1951 verabschiedete die Knesset ein Gesetz, das eine wöchentliche Ruhezeit von mindestens 36 Stunden für alle Israelis garantiert und eine Beschäftigung während derselben verbietet, aber Ausnahmen etwa für Landesverteidigung, öffentliche Sicherheit und staatliche Dienstleistungen erlaubt. Diese darf nur ein Komitee aus Ministerpräsident, Arbeits-, Religions- und Verteidigungsminister genehmigen. Da die Halachavorschriften nicht gesetzlich geregelt wurden, kommt es über Detailfragen oft zu Konflikten.
In Israel sind am Schabbat die meisten Geschäfte geschlossen und der öffentliche Personennahverkehr ruht weitgehend, außer in Haifa. Jedoch verkehren Scheruts, Minibusse, die innerstädtisch oder zwischen verschiedenen Städten unterwegs sind. In vielstöckigen Hotels funktioniert ein Schabbat-Aufzug. Er fährt automatisch auf und ab und hält in jedem Stockwerk, so dass kein Knopf betätigt werden muss. Im strengreligiösen Jerusalemer Stadtteil Me'a Sche'arim bleiben alle Restaurants am Schabbat geschlossen, in anderen Stadtteilen die meisten, ebenso in Tel Aviv, Haifa und an anderen Orten, wo die Haredim keine Mehrheit der Bevölkerung stellen. Ein Flugverbot für die Fluggesellschaft El Al am Schabbat brachte diese öfter in Finanznot. Israelis dürfen inzwischen mit rabbinischer Erlaubnis an Raumflügen teilnehmen, wenn sie nach der Ortszeit Jerusalems im All Schabbat halten. In Petach Tikwa griffen orthodoxe Juden 1984 am Schabbat geöffnete Restaurants und Kinos an; nach der Festnahme des beteiligten Großrabbiners drohte die Partei Agudat Jisra’el mit dem Bruch der Regierungskoalition. 1986 verbot Premierminister Schimon Peres dem Stadtrat von Ramat Gan die Nutzung des lokalen Stadions für Fußballspiele am Schabbat. Ein populärer Schabbatflohmarkt eines Kibbuz stieß 1986 auf heftige Proteste, ebenso eine in Haifa gebaute Seilbahn, die auch am Schabbat verkehren sollte. 1987 demonstrierten tausende Haredim in Jerusalem vor geöffneten Kinos und Restaurants, um deren Schließung am Schabbat zu erzwingen.
In der Anfangszeit des Kriegs in Israel und Gaza seit 2023 verkehrte Israel Railways auch am Schabbat.

## Schabbatfeier
Trotz jahrhundertealter Traditionen, die zu gleichen Elementen in Liturgie und Brauchtum weltweit geführt haben, wird der Schabbat nicht nur je nach religiöser Richtung, sondern auch je nach Ortsbrauch verschieden begangen. Einzelne Elemente werden weggelassen oder modifiziert, andere hinzugefügt. Jom Kippur ist der einzige Fasttag, der auch an einem Schabbat begangen wird – die anderen Fasttage werden verschoben, sollten sie auf einen Schabbat fallen.

### Vorbereitungen

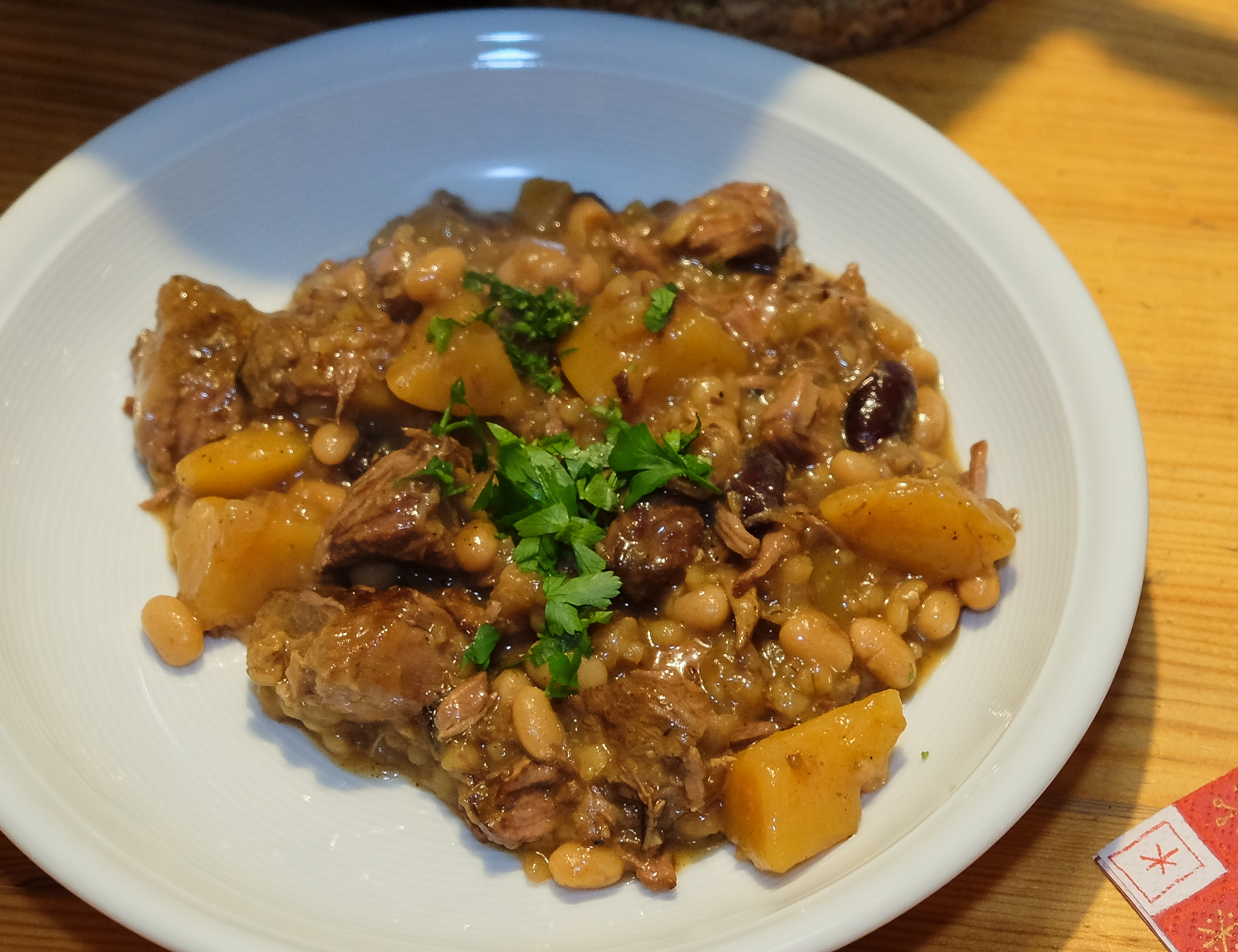
Schabbatgericht Tscholent

Der Schabbat soll nach den Talmudvorschriften von allen Beteiligten gemeinsam am Freitag vor der Abenddämmerung vorbereitet werden. Der abendliche Beginn wird mit dem Wort Erev (hebräisch ערב Abend) bezeichnet. Der Vorabend heißt demzufolge ערב שבת „Erev Schabbat“. Dazu gehören das Aufräumen und Reinigen der Wohnung, ein Reinigungsbad, Schneiden von Haaren und Nägeln sowie das Anziehen festlicher, nur am Schabbat getragener Kleider. Drei anstatt der sonst üblichen zwei Mahlzeiten werden für den Abend gekocht. Guter Brauch ist, zum ersten Schabbatmahl Gäste einzuladen, besonders Fremde und Durchreisende. Der Tisch wird festlich gedeckt: Vor dem Platz des Familienoberhaupts liegen zwei von einem Tuch bedeckte Schabbatbrote (hebräisch חַלָּוֹת Challot), die an das doppelte Manna während der Wüstenwanderung der Israeliten erinnern, und der Becher für den Kiddusch. Der Wochenabschnitt der Tora (die Mikra) wird dreifach gelesen, zweimal hebräisch, einmal als aramäisches Targum oder nach dem Raschi-Kommentar. Gegenstände, die am Schabbat nicht bewegt oder benutzt werden dürfen, sind מוקצה Muktza. Für den Schabbattag (am Samstag) hat die jüdische Küche viele kalte und sehr lange und langsam auf ganz kleiner Flamme vor sich hinköchelnde Speisen entwickelt, die am Freitag vorgekocht werden können, darunter den Tscholent (ostjiddisch, eine Art Eintopf).
Es sind eine ganze Reihe von jüdischen Speisegesetzen einzuhalten.

### Freitagabend

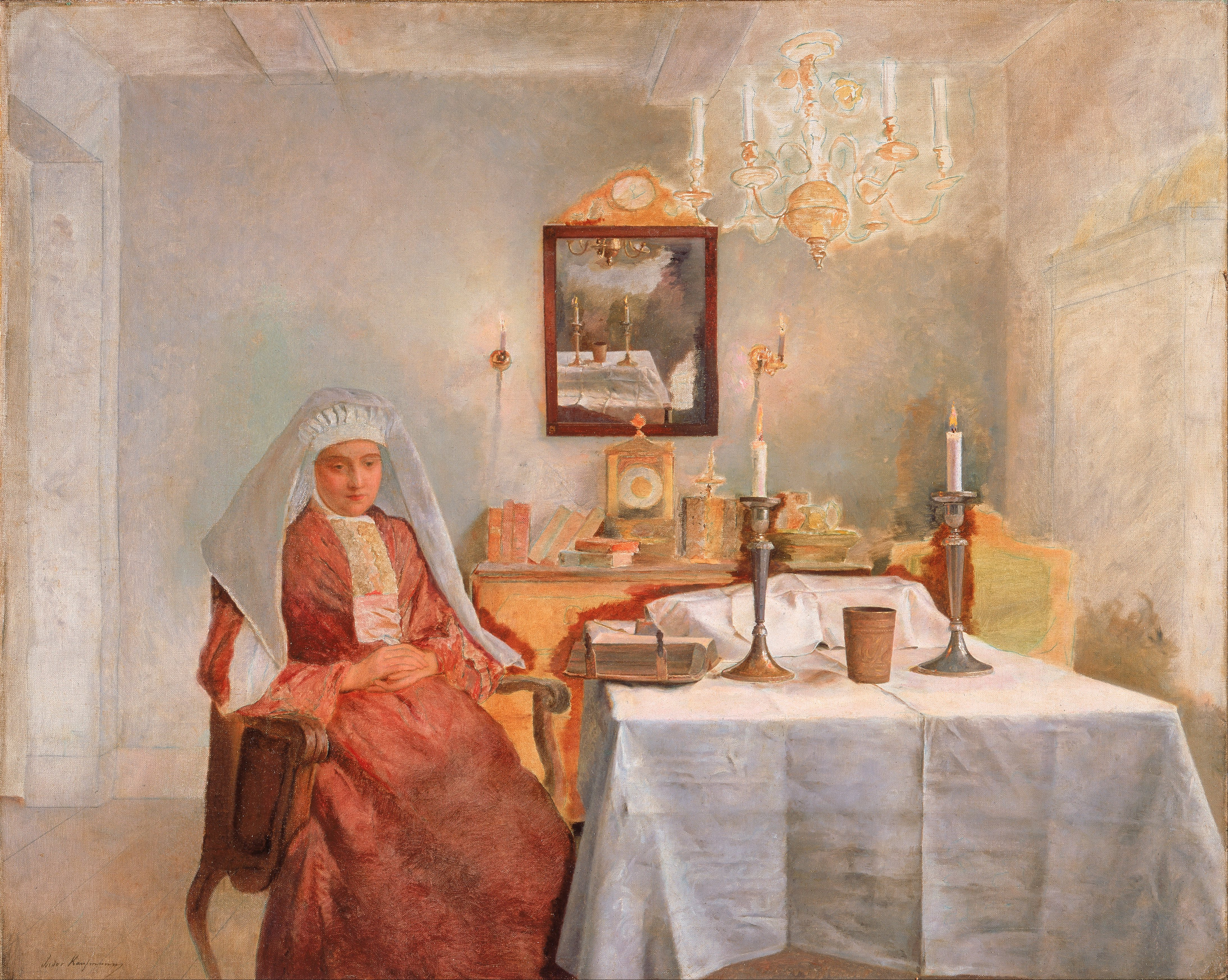
Freitagabend, Gemälde von Isidor Kaufmann (1853–1921)

Mit der Dämmerung beginnt der Schabbatabend (ליל שבת Leil Schabbat). Die Dämmerung gilt als eingebrochen, „wenn man einen blauen Wollfaden nicht mehr von einem grauen Wollfaden unterscheiden kann“. Vor Einbruch der Dunkelheit zündet traditionell die Frau des Hauses die Schabbatkerzen an und spricht den Segensspruch.
| Hebräisch                                                                     | Transliteration | Übersetzung |
| ----------------------------------------------------------------------------- | --- | --- |
| בָּרוּךְ אַתָּה אֲדֹנָ-י אֱ-לֹהֵינוּ מֶלֶךְ הָעוֹלָם אֲשֶׁר קִדְּשָׁנוּ בְּמִצְוֹתָיו וְצִוָּנוּ לְהַדְלִיק נֵר שֶׁל שַׁבָּת קֹדֶשׁ | Baruch ata Ado-naj, Elohenu Melech Ha’Olam, ascher kideschanu bemizwotaw, weziwanu lehadlik ner schel Schabbat kodesch. | „Gelobt seist Du, Ewiger, unser Gott, König der Welt, der uns mit seinen Geboten geheiligt und uns befohlen hat, das Schabbatlicht anzuzünden.“ |

Der Synagogengottesdienst am Freitagabend, an dem in orthodoxen Gemeinden in der Regel keine Frauen teilnehmen, beginnt mit dem „Empfang des Schabbats“ (קבלת שבת Kabbalat Schabbat) durch eine Reihe von Psalmen, mit dem Psalm 95 zu Beginn, gefolgt vom traditionellen Schabbatlied לכה דודי Lecha Dodi. Das anschließende Abendgebet (מעריב Maariw) ist am Schabbat um einige Teile gekürzt, die etwa Sorge und Schuldbekenntnis enthalten, und um Schabbattexte erweitert. Auch der Kiddusch ist aus der Hausfeier in die Gottesdienstliturgie übernommen worden.
| Hebräisch                                 | Transliteration                                            | Übersetzung                                                                  |
| ----------------------------------------- | ---------------------------------------------------------- | ---------------------------------------------------------------------------- |
| ויהי ערב ויהי בקר יום הששי.               | Va-y’hi erev va-y’hi voker, jom ha-schischi.               | Und es war Abend und es war Morgen, der sechste Tag.                         |
| ויכלו השמים והארץ וכל צבאם.               | Va-y’chulu ha-schamayim v’ha-aretz v’chol-tzva’am.         | Und die Himmel und die Erde wurden zusammen mit ihrem ganzen Heer vollendet. |
| ויכל אלהים ביום השביעי מלאכתו אשר עשה     | Va-y’chal Elohim ba-yom ha-schvi’i m’lachto ascher asah,   | Und am siebten Tag vollendete Gott sein Werk, das er getan hatte.            |
| ויברך אלהים את יום השבעי ויקדש אתו        | va-y’varech Elohim et yom ha-schvi’i, va-y’kadesch oto,    | Und Gott segnete den siebten Tag und heiligte ihn.                           |
| כי בו שבת מכל מלאכתו אשר ברא אלהים לעשות. | ki vo schavat mi-kol-m’lachto, ascher bara Elohim la’asot. | denn darauf ruhte er von all seinem Werk, für das Gott geschaffen hatte.     |

Mit diesem wird die folgende häusliche Schabbatfeier eingeleitet. Traditionell begrüßt der Familienvater den Schabbat mit dem Friedensgruß (hebräisch שלום Schalom), segnet gegebenenfalls die Kinder und spricht die Verse Gen 2,1–3, die bereits Bestandteil der abendlichen Schabbat-Amida waren. Dann spricht er den Segen über einen vollen Becher Wein, heute üblicherweise süßen Rotwein:
| Hebräisch                                     | Transliteration                                                | Übersetzung                                                                                                   |
| --------------------------------------------- | -------------------------------------------------------------- | --- |
| בָּרוּךְ אַתָּה יְהֹוָה אֱלֹהֵינוּ מֶלֶךְ הָעוֹלָם בּוֹרֵא פְּרִי הַגָּפֶן: | Baruch atta adonai, elohenu melech ha-olam, bore pri ha-gafen. | „Gepriesen seist du, Ewiger, unser G'tt; du regierst die Welt. Du hast die Frucht des Weinstocks geschaffen“. |

Alle Anwesenden antworten: אָמֵן Amen
| Hebräisch                          | Transliteration                                        | Übersetzung                                                                      |
| ---------------------------------- | ------------------------------------------------------ | -------------------------------------------------------------------------------- |
| ברוך אתה יי אלהינו מלך העולם       | Baruch Atah ADONAI, Eloheinu Melech ha-olam,           | Gesegnet bist du, HERR, unser Gott.                                              |
| אשר קדשנו במצותיו ורצה בנו         | asher kid’schanu b’mitzvotav, v’ratzah vanu,           | der uns mit seinen Geboten geheiligt und mit uns zufrieden war,                  |
| ושבת קדשו באהבה וברצון בנחילנו     | v’Schabbat kadscho b’ahavah u-v’ratzon hinchilanu,     | und hat uns seinen heiligen Schabbat als Erbe mit Liebe und Gunst gegeben,       |
| זכרון למעשה בראשית.                | zikaron l’ma’aseh v’reischit.                          | als Erinnerung an das Schöpfungswerk am Anfang.                                  |
| כי הוא יום תחלה לצקראי קדש         | Ki hu jom t’chilah l’mikraei kodesch,                  | Denn dieser Tag ist der wichtigste unserer heiligen Zeiten,                      |
| זכר ליציאת מצרים.                  | zecher l’tziat Mitzrayim.                              | eine Erinnerung an den Exodus aus Ägypten.                                       |
| כי בנו בחרת ואותנו קדשת מכל העמים. | Ki vanu vacharta v’otanu kidaschta mi-kol-ha-amim.     | Denn du hast uns aus allen Nationen erwählt und geheiligt.                       |
| ושבת קדשך באהבה וברצון הנחלתנו.    | V’Schabbat kadsch’cha, b’ahavah u-vratzon hinchaltanu. | Du hast uns deinen heiligen Schabbat in Liebe und Freude als unser Erbe gegeben. |
| ברוך אתה יי מקגש השבת              | Baruch Atah, ADONAI, m’kadeisch ha-Schabbat.           | Gesegnet bist du, HERR, der den Schabbat heiligt.                                |

Dem folgt ein Schabbatsegen, der an den Beginn der Schöpfung und den Auszug aus Ägypten erinnert.
Nachdem der Vater und die Tischgesellschaft von dem Wein getrunken haben, werden wie immer vor dem Essen die Hände gewaschen; nach manchen Ortstraditionen bereits vor dem Kiddusch. Dann spricht er den üblichen Segen über das Brot:
| Hebräisch                                          | Transliteration                                                       | Übersetzung                                                                            |
| -------------------------------------------------- | --------------------------------------------------------------------- | -------------------------------------------------------------------------------------- |
| בָּרוּךְ אַתָּה יְ‑יָ אֱ‑לֹהֵינוּ מֶלֶךְ הָעוֹלָם הַמּוֹצִיא לֶחֶם מִן הָאָרֶץ: | Baruch ata Ado-naj, Elohenu Melech Ha’Olam, Hamozi lechem min haarez. | „Gelobt seist Du, Ewiger, unser G'tt, der Du das Brot aus der Erde hervorgehen lässt“. |

Er bestreut ein Stück davon mit Salz und isst es. Dann schneidet oder bricht er Stücke vom Brot ab und verteilt sie oder reicht das Brot mit dem Salz weiter, so dass sich jeder ein Stück nehmen kann. Beim Essen werden häufig Schabbatlieder (זמירות Semirot) gesungen, darunter Psalm 126. Nach dem Essen wird das Tischgebet (ברכת המזון Birkat Hamason) feierlicher als an Werktagen gemeinsam gesungen.
Das gesellige Treffen zum festlichen Essen, Singen, Plaudern und Besinnen am Freitagabend – mancherorts auch am Freitag- oder Samstagnachmittag – wird unabhängig von seiner Gestaltung im Anschluss an Jes 58,13  oneg schabbat genannt. Es kann auch außerhalb des häuslich-familiären Rahmens, etwa in öffentlichen Restaurants, stattfinden. Kiddusch und Segenssprüche werden dann variabler, etwa an mehreren Tischen oder gar nicht, vollzogen. Anstelle der traditionellen Toraauslegung des Familienvaters können spontane religiöse Vorträge beliebiger Anwesender erfolgen.

### Samstagmorgen

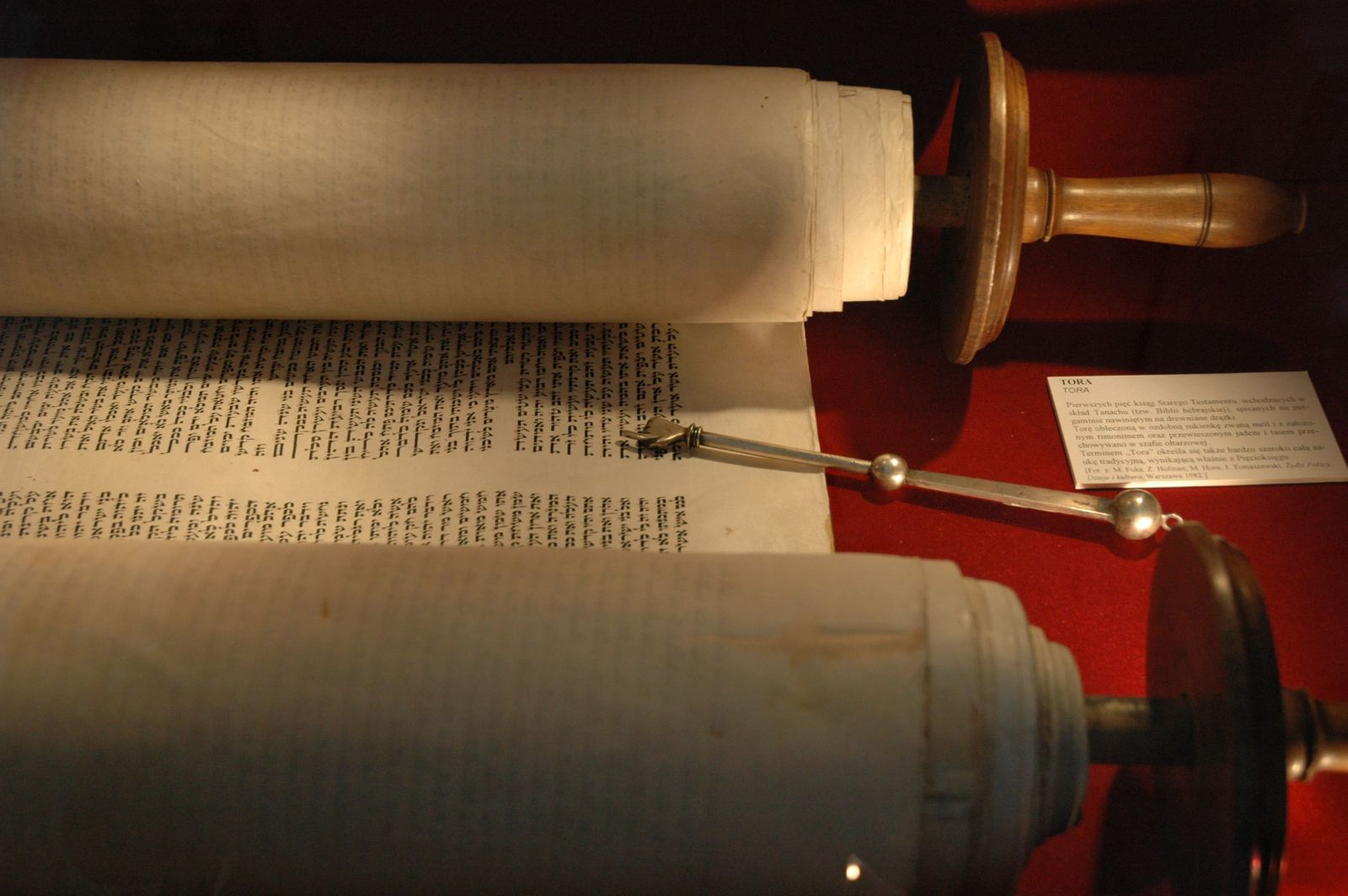
Torarolle und Torazeiger (Jad)

Den Hauptgottesdienst des Schabbat am Samstagmorgen besuchen Männer und Frauen. Sein Herzstück ist die Toralesung nach dem Morgengebet. In festlicher Prozession wird die Torarolle unter Gesängen vom Toraschrein durch die Synagoge getragen und schließlich auf dem Lesepult ausgerollt, nach der Lesung wieder eingerollt und zurückgetragen. Vor und nach der Lesung spricht der Aufgerufene eine besondere Bracha, Birkat ha-Tora.
In vielen Gemeinden erhält der Aufgerufene im Anschluss an die Lesung ein Mi scheBerach (‚Der gesegnet hat‘), eine besondere Segnung, in der neben seinem/ihrem Namen auch Familienangehöriger oder Kranker gedacht werden kann. In vielen Gemeinden ist es auch üblich, wohltätiger Institutionen zu gedenken. Nach Beendigung der Lesung aus der Tora folgt die Haftara, die Lesung eines Abschnittes aus den Nevi’im (Prophetenbüchern). In vielen Gemeinden wird nach der Toralesung ein allgemeines Mi scheBerach für die Kranken oder sonst Not Leidenden gesagt. Es schließt sich das Gebet für die Gemeinde, für das Land und seine Regierung und in vielen Gemeinden für den Staat Israel an.
Gegenüber dem werktäglichen Gottesdienst wurden ein Zusatzgebet, das Musaf-Gebet, als Ersatz für das Opfer in der Zeit des Tempels, und weitere Psalmen und Hymnen in den Schabbat- und Feiertagsgottesdienst aufgenommen. Das Musaf-Gebet wird von Reformgemeinden und vielen konservativen Gemeinden, die den Tempel und seinen Opferdienst als eine geschichtliche, überholte Ausprägung des jüdischen Gottesdienstes ansehen, entweder nicht gebetet oder entsprechend umgestaltet. Am Schabbat wird das Achtzehnbittengebet (Amida) auf sieben Einzelbitten reduziert, da man sich am Schabbat keine Sorgen machen, sondern auf Gottes Fürsorge vertrauen soll. Am Schabbat werden auch keine Tefillin gelegt.

### Samstagmittag bis -abend

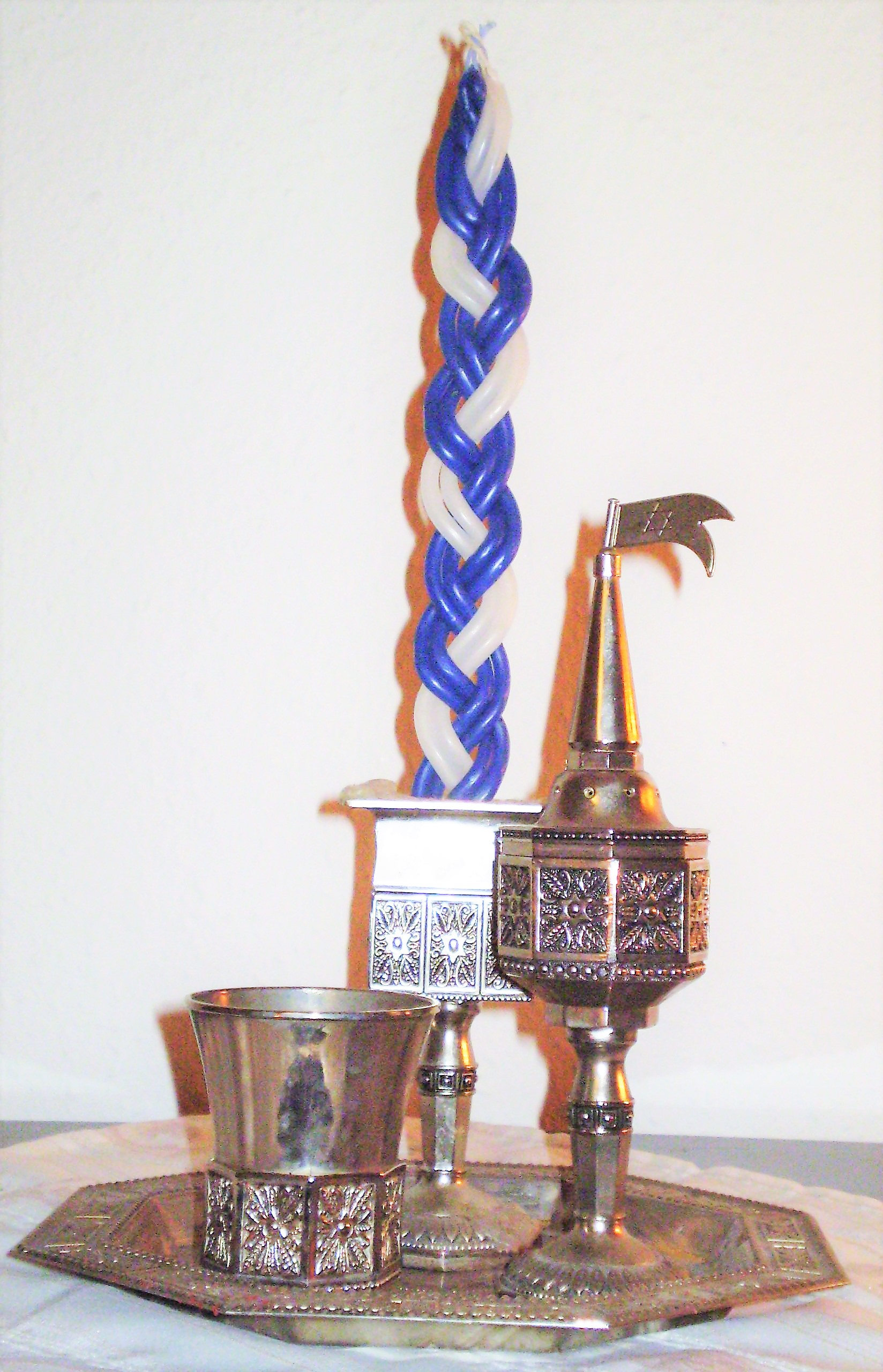
Hawdalakerze mit Kidduschbecher und Besamimbüchse

Die anschließende gemeinsame Mahlzeit wird erneut mit dem Kiddusch eröffnet. Dem Segensspruch über den Wein geht traditionell Ex 31,16  voraus: „Und die Kinder Israels sollen den Schabbat halten…“ Üblich sind auch frei gewählte Worte der Auslegung zur aktuellen Parascha während der Mahlzeit sowie das Singen von Semirot. Die Zwischenzeiten dienen der Ruhe, der Selbstbesinnung, dem Spazierengehen und Lernen der Tora.
Nach dem Mincha-Gebet am Nachmittag folgt die „dritte Mahlzeit“ (Se'uda schlischit) des Schabbat. Worte aus der Tora, Gesang zur geistigen Erbauung und eine Besinnung während der Abenddämmerung prägen sie. Nach alter Tradition erfolgt die endgültige Erlösung des jüdischen Volkes an einem Schabbatnachmittag. In die Melodien dieser Stunde mischen sich Träume und Trauer, Sehnsucht und Hoffnung. Nach dem gemeinsamen Tischgebet, bei dem der Vorbetende den Segensspruch über ein „Glas des Segens“ spricht, bleibt das volle Glas bis zum Abend stehen.

## Schabbatausgang
Beim „Schabbatausgang“ (hebräisch מוצאי שבת Motza’e Schabbat) im Kontext der Hawdala wird nach dem wochentäglichen Abendgebet erneut ein Segen über das Glas Wein gesprochen.
Beim Anzünden der mehrdochtigen Hawdala-Kerze wird folgender Segensspruch gesagt:
| Hebräisch                                         | Transliteration                                                             | Übersetzung                                                                                               |
| ------------------------------------------------- | --------------------------------------------------------------------------- | --- |
| הנה אל ישועתי אבטח ולא אפחד                       | Hineh El jeschuati, evtach v’lo efchad.                                     | Siehe, Gott ist mein Heil, ich werde vertrauen und keine Angst haben,                                     |
| כי עזי וזמרת יה יי ויהי לי לישועה.                | Ki ozi v’zimrat Yah ADONAI va-y’hi-li lischuah.                             | Denn der Herr, mein Gott, ist meine Stärke und mein Lied. Er ist auch mein Heil geworden.                 |
| ושאבתם מים בששון ממעיני הישועה.                   | U-schavtem mayim b’sason mi-ma’ainei ha-jeschuah.                           | Und mit Freude sollst du Wasser aus den Brunnen der Erlösung schöpfen.                                    |
| ברוך אתה יי אלהינו מלך העולם בורא פרי הגפן.       | Baruch Atah ADONAI, Eloheinu Melech ha-olam, borei p’ri hagafen.            | Gesegnet bist du, HERR, unser Gott, König des Universums, der die Frucht des Weinstocks erschafft.        |
| ברוך אתה יי אלהינו מלך העולם בורא מיני בשמים.     | Baruch Atah ADONAI, Eloheinu Melech ha-olam, borei minei v’samim.           | Gesegnet bist du, HERR, unser Gott, König des Universums, der alle Arten von Gewürzen erschafft.          |
| ברוך אתה יי אלהינו מלך העולם בורא מאורי האש.      | Baruch Atah ADONAI, Eloheinu Melech ha-olam, borei m’orei ha-eisch.         | Gesegnet bist du, HERR, unser Gott, König des Universums, der die Lichter des Feuers erschafft.           |
| ברוך אתה יי אלהינו מלך העולם המבדיל בין קדש לחול. | Baruch Atah ADONAI, Eloheinu Melech ha-olam, ha-mavdil bein kodesch l’chol. | Gesegnet bist du, HERR, unser Gott, König des Universums, der zwischen heilig und weltlich unterscheidet. |
| שבוע טוב                                          | Schavua tov                                                                 | hab’ eine gute Woche!                                                                                     |

Alternativ kann das Gebet אַתָּה חוֹנַנְתָּנוּ יְהֹוָה אֱלֹהֵינוּ לְמַדַּע תּוֹרָתֶךָ. וַתְּלַמְּדֵנוּ לַעֲשׂוֹת חֻקֵּי רְצוֹנֶךָ Ata Honantanu (für Männer) oder ברוך המבדיל בין קודש לחול Baruch Hamavdil Bein Kodesch LeHol (für Frauen: Gesegnet sei, wer zwischen dem, was heilig ist und dem, was Profan ist, unterscheidet.) gebetet werden.
Die Flamme der mehrdochtigen Hawdala-Kerze, die wie eine Fackel vom Ende des Schabbat kündet und in die neue Woche hineinscheint, wird vom restlichen Wein des Glases gelöscht, zu dem man Segensprüche rezitiert hat. Dies erfolgt 45 Minuten nach Sonnenuntergang und kennzeichnet das Ende des Schabbats und den Beginn der neuen Woche. Der Sonnenuntergang ist definiert, wenn drei mittlere Sterne am Himmel sichtbar sind oder – abhängig vom Wetter – sichtbar wären. Insgesamt dauert die Einhaltung des Schabbats, einschließlich dem vorausgehenden Tosefet Schabbat und dem Zeitpunkt des Zündens der Hawdala-Kerze zum Abschluss, somit 25 Stunden. Dazu gehört auch ein Gefäß mit Gewürzen, die Besamimbüchse, deren Wohlgerüche in der nun beginnenden Woche an den Schabbat erinnern sollen. Danach wünscht man sich eine „Gute Woche“ (Schawua tow).
Besonders religiöse Juden essen danach noch eine weitere Mahlzeit, מלווה מלכּה Melawe Malka, deutsch ‚„Begleiten der Königin“‘ genannt. Solche Mahlzeiten werden auch als soziale Treffen unter Freunden oder als Spendensammlungen für wohltätige Zwecke organisiert.

## Besondere Schabbatot
Die Schabbatot im Jahreskreis werden grundsätzlich nach ihrer Sidra (סדרא, auch Parascha פרשה), dem Wochenabschnitt, der aus der Tora gelesen wird, benannt (siehe Liste der Wochenabschnitte). Einige haben jedoch eine eigene Funktion und Bedeutung, auf die ihr Name hinweist:
| Bezeichnung                | hebräisch     | Übersetzung                                          | Bedeutung |
| -------------------------- | ------------- | ---------------------------------------------------- | --- |
| Schabbat Schuwa            | שבת שובה      | Schabbat „Kehre um!“ oder „Schabbat der Buße“        | zwischen Rosch ha-Schana (Neujahr) und Jom Kippur (Versöhnungsfest) nach der an diesem Tag gelesenen Haftara: Hosea 14,2-10 , Micha 7,18-20 , Joel 2,25-27 .                                                                                               |
| Schabbat Schabbaton        | שבת שבתון     | „der Schabbat der Schabbate“, „der höchste Schabbat“ | Bezeichnung für Jom Kippur, den siebten der Hohen Feiertage; zuweilen auch für den 49. Tag des Omer-Zählens. |
| Schabbat Bereschit         | שבת בְּרֵאשִׁית    | „der Schabbat des Anfangs“                           | der erste Schabbat nach Simchat Tora, nach dem ersten mit Bereschit beginnenden Abschnitt. |
| Schabbat Chanukka          | שבת חֲנֻכָּה      | Chanukka-Schabbat                                    | ist ein Schabbat während des 8-tägigen Chanukkafestes. |
| Schabbat Schira            | שבת שירה      | Schabbat des Liedes                                  | Beschalach, 4. Abschnitt von Ex. nach dem Moseslied (Deuteronomium 32 ). |
| Schabbat Schekalim         | שבת שקלים     | Schabbat des Schekels                                | Schabbat vor oder am 1. Adar, nach der zusätzlichen Parascha-Lesung, die von der Schekel-Abgabe handelt: Exodus 30,11-16 . |
| Schabbat Sachor            | שבת זכור      | Schabbat „Gedenke!“ bzw. „Schabbat der Erinnerung“   | der dem Purimfest vorausgehende Schabbat. Das Gedenken bezieht sich auf das, was Amalek nach der Tora dem jüdischen Volk angetan hat. Zusätzliche Parascha-Lesung: Deuteronomium 25,17-19 . Haftara: aschk.: 1. Samuel 15,2–34 , sef.: 1. Samuel 15,1–34 . |
| Schabbat Para              | שבת פרה       | Schabbat der roten Kuh פָּרָה אֲדֻמָּה                      | der Schabbat nach dem Purimfest gemäß der Zusatzlesung über die Entsündigung mittels der roten Kuh. Zusätzliche Parascha-Lesung: Numeri 19,1-22 . |
| Schabbat ha-Chodesch       | שבת החודש     | „Schabbat des Monats“                                | der Schabbat vor oder am 1. Nissan zur Einsetzung des Nissans, des Monats der Befreiung, als ersten der Monate (im jüdischen Jahr ist der erste Monat nicht der Monat ab dem Neujahrstag). Zusätzliche Parascha-Lesung: Exodus 12,1-20 .                   |
| Schabbat ha-Gadol          | שבת הגדול     | „der große Schabbat“                                 | der Schabbat vor Pessach im Monat Nissan, seine Haftara: Maleachi 3,4–24 . |
| Schabbat Chason            | שבת חזון      | Trauer-Schabbat                                      | der Schabbat vor dem 9. Aw (Tischa beAv), an dem Jesaja 1,1–27 als Haftara vorgelesen wird (mit chason, „Offenbarung“, beginnend). |
| Schabbat Nachamu           | שבת נַחֲמוּ      | Schabbat des Trostes                                 | der Schabbat nach dem 9. Aw, an dem Jesaja 40,1–26 (beginnend mit nachamu, „tröstet!“), als Haftara vorgelesen wird. |
| Schabbat Mevorchim         | שבת מברכים    | Schabbat des Segenens                                | Segnen des bevorstehenden neuen Monats durch die Gemeinde |
| Schabbat Chol HaMo'ed      | שבת חול המועד | Schabbat innerhalb der Mittelfeiertage               | Mittelfeiertage von Pessach (Exodus 12:1-20) und Sukkot. |
| Schabbat Rosch ha-Chodesch | שבת ראש החודש | Schabbat des Monats (Nissan)                         | der Schabbat, der auf den Neumond (Rosch Chodesch) im Monat Nissan folgt. |
| Schabbat Chatan            | שבת חתן       | Schabbat des Bräutigams                              | Am Schabbat vor der Chuppa (Hochzeit) wird nach aschkenasischem Brauch der Bräutigam zur Toravorlesung (hebräisch קְרִיאַת הַתּוֹרָה Kriat haTora) aufgerufen (jiddisch אויפרוף oifruf)                                                                           |

## Schemitta

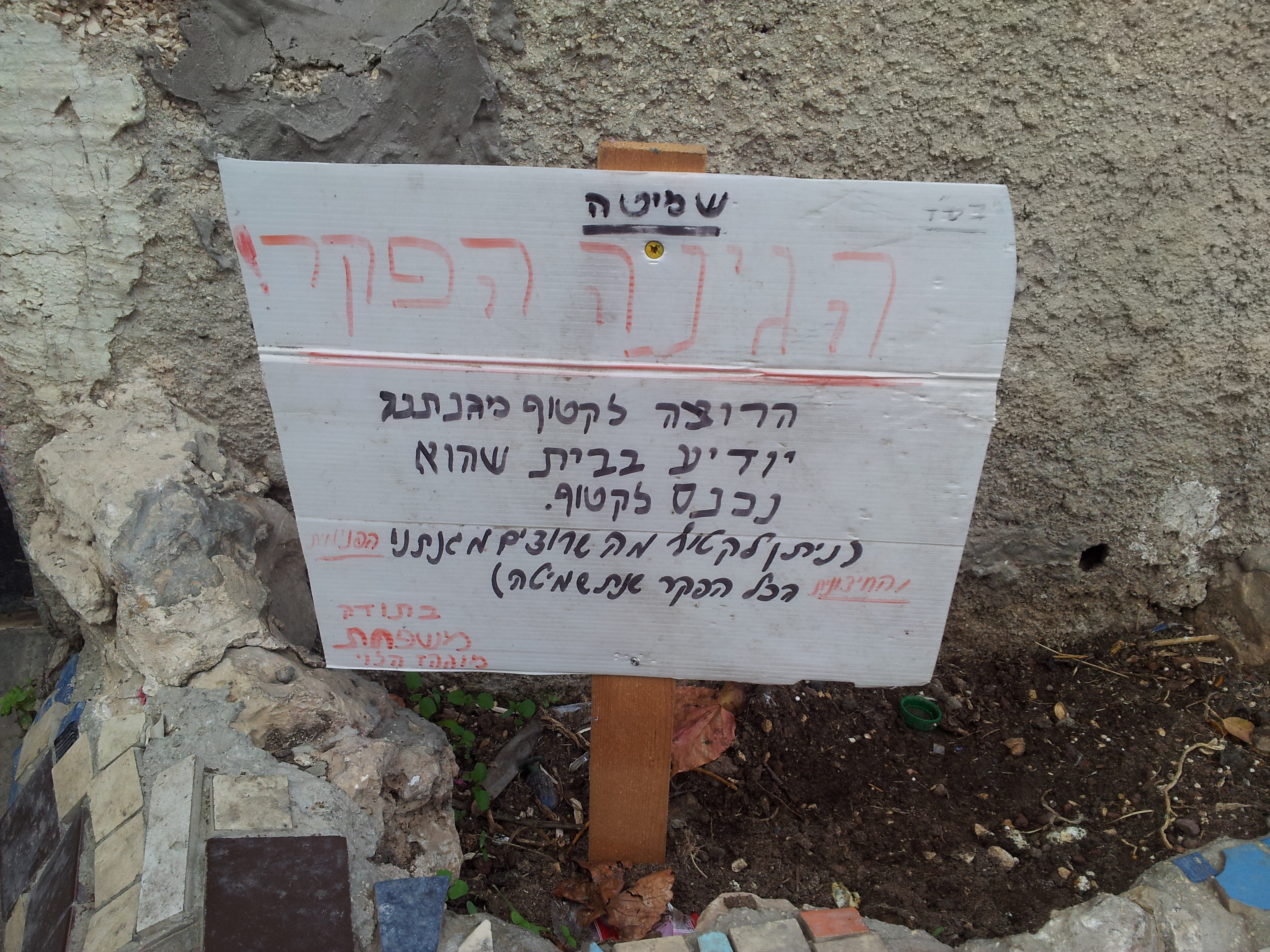
Hinweistafel in Jerusalem, Israel, die ausweist, dass die dortigen Früchte als (verlassenes Eigentum) anlässlich des Schnat schmitta ausgewiesen sind.

Das שמיטה Schemitta (auch: Schmitta, Schemitah oder שנת שמיטה Schnat schmitta, Schmittajahr, eingedeutscht Sabbatjahr) ist gemäß der Tora ein Ruhejahr für das Ackerland und sonstigen landwirtschaftlichen  Anbau in Israel. Nach sechs Jahren der Bewirtschaftung wird das Land – in Analogie zum Schabbat als Ruhetag – ein Jahr lang brach liegen gelassen (Ex 23,10-11 ; Lev 25,1-7 ). Das Schemittajahr wird als „eine Weiterung des Grundgedankens des Schabbatgebots“ angesehen, dessen Sinn sei, „nicht das Letzte herauszuholen – aus den Ressourcen der Erde nicht, aus dem Kapital nicht, aus der Arbeitskraft der anderen nicht und aus der eigenen auch nicht.“ Im Schabbatjahr waren die Felder allen zugänglich, so konnten auch die Armen das feinste Obst essen. Am Ende des Schabbatjahres wurden die Schulden, die nicht bezahlt werden konnten, aufgehoben, denn ohne die Möglichkeit, neu anzufangen, bekommen viele Menschen niemals eine wirtschaftliche Chance.

### Daten
Das Jahr nach der Zerstörung des zweiten Tempels war das erste Jahr eines siebenjährigen Schabbatzyklus. Im jüdischen Kalender, ausgehend von der Schöpfung, war dies das Jahr 3829 (68–69 n. Chr. im weltlichen Kalender). Wenn man von da an jeweils sieben Jahre zählt, ist das nächste Schemitah-Jahr das Jahr 5782 nach der Schöpfung, das vom 7. September 2021 bis zum 25. September 2022 dauert.
Das Schemitah hat demnach eine andere Bedeutung als das Sabbatical, das ein Arbeitszeitmodell darstellt und oft ebenfalls als Sabbatjahr bezeichnet wird.

### Erlassjahr

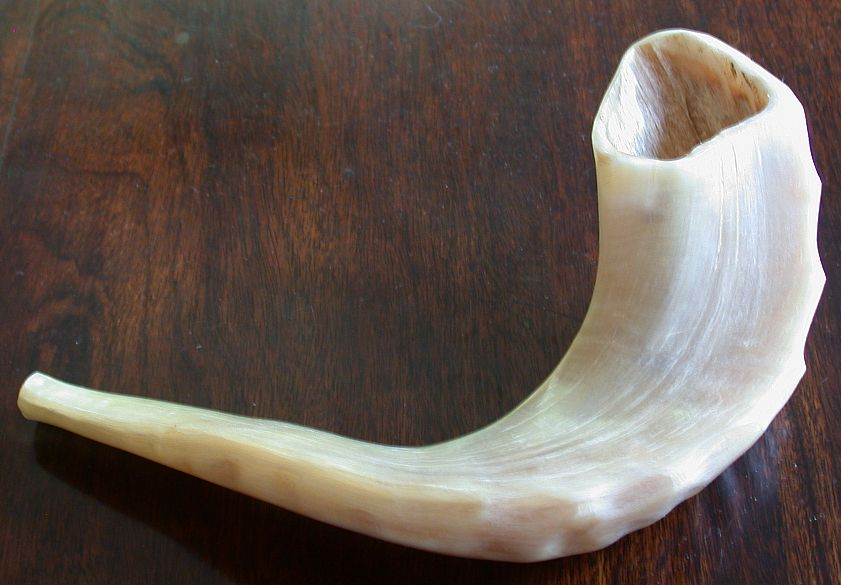
Schofar

Nach sieben mal sieben Jahren soll ein „Jubeljahr“ beziehungsweise Erlassjahr (hebräisch שנת היובל schenat hajobel) folgen (v. 8–34). Jedes 50. Jahr nach dem siebten von sieben Schabbatjahren, also nach jeweils 49 Jahren, sollten die Israeliten ihren untergebenen Volksangehörigen einen vollständigen Schuldenerlass gewähren, ihnen ihr Erbland zurückgeben und Schuldknechtschaft aufheben. Diese Schutzrechte für Sklaven, Fremde, Tiere, Böden und Pflanzen verankerten den lebenserhaltenden Wechsel von Arbeit und Ruhe als göttliche Rechtsordnung, um ausbeutende Gewaltverhältnisse einzudämmen. Im Talmud wurde das Gebot des Erlassjahres aus praktischen Gründen aufgehoben: Den Juden gehörte das Land Israel nicht mehr, auch das biblische Zinsverbot erwies sich im Römischen Reich als undurchführbar. Die Toraschutzrechte wurden in Form einer detaillierten Armenfürsorge unter dem Oberbegriff der צְדָקָה Zedaka (Wohltätigkeit, wörtlich:Gerechtigkeit) bewahrt. Wohltätigkeit ist außer Gebet und religiösem Studium die dritte Ersatzhandlung für das Tempelopfer und trägt somit zum messianischen Erlösungswerk bei.
Die Bezeichnung „Jubeljahr“ stammt vom hebräischen Wort jobel (יובל), das ursprünglich „Widder“ bedeutete. Aus Widderhörnern wurde das Blasinstrument Schofar gebaut, das unter anderem zur Eröffnung eines Erlassjahrs geblasen wurde. Daher wurde der Ausdruck jobel auf das Instrument und das damit eröffnete Erlassjahr übertragen. Der Alternativbegriff Jubeljahr wurde im Christentum seit 1300 für kirchliche Aufrufe zu einem Ablass-Jahr üblich, bei dem es um Sündenvergebung geht und bis in das 16. Jahrhundert reger, insbesondere päpstlicher Ablasshandel getrieben wurde.

## Bedeutung im Christentum

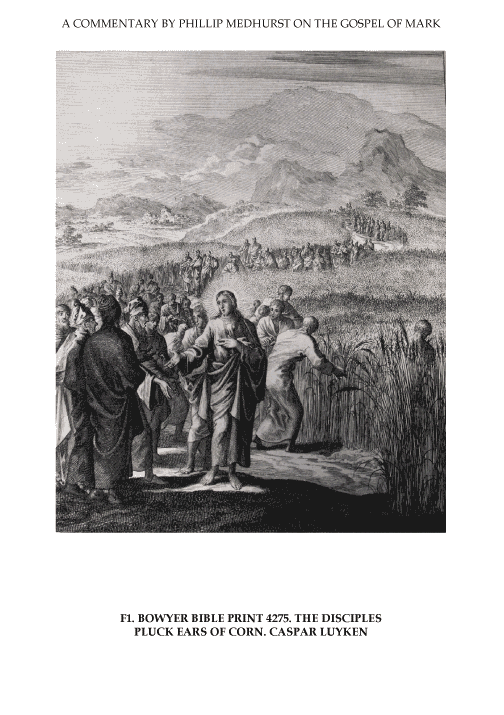
Jesu Nachfolger sammeln am Sabbat Ähren von Feldern. Caspar Luyken. Bowyer Bible im Bolton Museum, England

### Neues Testament
Das Neue Testament spiegelt die damalige Sabbatpraxis im palästinischen Judentum: Man feierte Sabbat in Häusern mit Festmahl, Gästen (Lk 14,1) und Arbeitsruhe (Lk 23,56). In Synagogen wurde aus Tora und Propheten gelesen, die Texte wurden ausgelegt (Mk 1,21; 6,2; Lk 4,16–21; 13,10; Apg 13,15.27; 15,21; 17,2). Verboten waren Ernte (Mk 2,23), Handel (Mk 16,1), Lastentransport (Mk 15,42–47; Joh 5,10; 19,42), erlaubt waren ein Sabbatweg (Apg 1,12), priesterliche Opfer (Mt 12,4), Beschneidung der Söhne am achten Lebenstag (Joh 7,22f.) und Rettung von Tieren und Menschen aus Lebensgefahr (Mt 12,11; Lk 14,5).
Jesus von Nazaret nahm an den Sabbatdiskussionen seiner Zeit teil. Alle vier kanonischen Evangelien überliefern Taten von ihm am und Aussagen zum Sabbat, die Zustimmung oder Ablehnung hervorriefen. Nach Mk 2,23ff.  sammelten Jesu Nachfolger am Sabbat Ähren von Feldern. Dies zeigt die akute Hungersnot mittelloser Wanderbettler, die keinen Grundbesitz hatten und keine ausreichenden Nahrungsvorräte am Vortag sammeln konnten. Auf die Frage einiger Pharisäer nach ihrer Erlaubnis dazu begründet Jesus ihr Verhalten wie folgt:
- David habe in der Not des Hungers vom Priester für sich und seine Anhänger geheiligtes Brot vom Priesteraltar erhalten und gegessen. (v.25, 26)
- Der Sabbat sei für den Menschen gemacht, nicht der Mensch für den Sabbat (v. 27)
- Der Menschensohn sei „Herr auch über den Sabbat“ (v. 28).

Die ersten beiden Sätze argumentieren wie unter Toralehrern üblich mit Bibelstellen (1 Sam 21,7 ; Gen 2,2 ). Das Beispiel Davids hat mit dem Sabbat nichts zu tun, soll aber zeigen, dass auch andere, vergleichbar hochrangige Toragebote wie das Tempelopfer von erwählten Juden bei Lebensgefahr gebrochen wurden. Der implizite Schluss lautet: Akuter Hunger gehöre zu den Ausnahmen, die zum Sabbatbruch berechtigen, weil Gott den Ruhetag dem Menschenleben zugute gemacht habe. Diese Auslegung bekräftigte also nur den Sinn des Sabbatgebots, den die Tora selbst erklärt. Sie entsprach dem Prinzip „Lebensrettung verdrängt den Sabbat“, das zur Zeit Jesu auch andere Toralehrer öffentlich vertraten und das sich unter Rabbinern laut Mischna durchsetzte (vergleiche hierzu Differenzkriterium).
Der dritte Satz ist jedoch nur bei Jesus zu finden. Er beansprucht die Vollmacht des Menschensohns, den die apokalyptische Vision Dan 7,1–14  als Repräsentanten der Gottesherrschaft nach dem Endgericht erwartete. Die Voraussetzung, dass Gott ihm seine ganze ewige Macht (LXX: exousia) schon übergeben habe, begründet hier seine Erlaubnis zum ausnahmsweisen Brechen des Sabbatgebots wie zuvor sein Recht zur Sündenvergebung (Mk 2,10). Beide Handlungen werden so als Vorwegnahme der universalen Gottesherrschaft dargestellt (vgl. Mt 8,20; 11,19).
Nach Mk 3,1–5  heilte Jesus auch am Sabbat einen Leprakranken und provozierte damit andere Toralehrer. Daraufhin habe er sie gefragt (v.4):

„Soll man am Sabbat Gutes oder Böses tun, Leben erhalten oder töten?“

Obwohl der chronisch Kranke nicht akut lebensbedroht war, zählt Jesus seine Heilung zu der auch am Sabbat gebotenen Lebensrettung. Dabei übertrat er das Sabbatgebot nicht, da er keine Arbeit für die Heilung verrichtete, sondern bloß ein heilendes Wort sprach. Daher gilt die genannte Reaktion der Pharisäer darauf, mit Herodesanhängern gemeinsam Jesu Tod zu planen (v. 6), als ahistorisch.
Texte wie Lk 13,10–17; 14,1–6 (lukanisches Sondergut); Joh 5,1ff, 7,22ff und Joh 9,16 bestätigen, dass Jesus am Sabbat geheilt, dadurch Streit ausgelöst und dazu Stellung genommen hat. Bei keinem am Sabbat geheilten Kranken wird Lebensgefahr berichtet, alle hätten auch an anderen Tagen geheilt werden können. Es ging also um demonstrative Sabbatbrüche, so dass nicht diskutiert wurde, ob es Regelverstöße waren, sondern nur, ob diese im Sinne der Tora erlaubt seien. Dabei berief sich Jesus auf schon erlaubte Ausnahmen und folgerte etwa vom erlaubten Retten von Tieren auf ebenso erlaubtes Heilen von Menschen (vgl. Mt 12,11f.). In der Endzeit müsse die Fessel des Satans auch bei chronisch kranken Abrahamskindern (Juden) gelöst werden (Lk 13,16). Auch diese eschatologische Begründung stieß nach Lk 13,17 bei jüdischen Augenzeugen der Heilung auf Lob und überwand die anfängliche Ablehnung einiger. Damit hob Jesus das Sabbatgebot nicht auf, sondern relativierte es um des Lebens willen: Die Hilfeleistung für akut Notleidende gehe vor. Die Lebensrettung auch am Sabbat erfülle den Sinn dieses Gebots gerade, weil dieses dem Schutz der Menschen, besonders der Schwachen und auch der Haustiere, vor gnadenloser Ausbeutung ihrer Arbeitskraft dienen soll.
Die Urchristen haben das Sabbatgebot ebenso wie das umgebende Judentum selbstverständlich anerkannt und gehalten, da weder der vormarkinische Passionsbericht noch die Evangelien noch die Apostelgeschichte unzulässige Sabbatbrüche von Christen und Kritik am Sabbatgebot überliefern. Paulus von Tarsus hat sich in Gal 4,10f.  erstmals kritisch über die Übernahme jüdischer Sabbathalacha durch Heidenchristen geäußert, die ihre übergreifende Einheit mit Judenchristen im Glauben an Jesus Christus aus seiner Sicht gefährdete. In Röm 14,5  plädiert er für gegenseitige Achtung verschiedener Sabbatbefolgung von Juden- und Heidenchristen in Rom. In Kol 2,16 betont er: Kein Christ dürfe wegen Speise- oder Festregeln wie dem Sabbat verurteilt werden. Fraglich ist, ob diese Verurteilung von einer Gruppe außerhalb oder innerhalb der angeredeten, überwiegend heidenchristlichen Gemeinde ausging. Angenommen werden oft interne Konflikte zwischen jüdischen und nichtjüdischen Christen, bei denen es nicht um eine bestimmte damalige Gebotsauslegung, sondern um die Geltung der Tora für den christlichen Glauben insgesamt ging.

### Christentumsgeschichte
Die Alte Kirche benannte die Wochentage unverändert wie die Juden und feierte den Sabbat bis mindestens 130 neben dem Sonntag (Apostolische Konstitutionen). Erst seit der endgültigen Loslösung vom Judentum (um 135) forderten einige heidenchristliche Autoren die Ablösung des Sabbats durch den Sonntag, so der Barnabasbrief.
Konstantin der Große machte den Sonntag 321 zum gesetzlichen Feiertag und öffentlichen Ruhetag, um christliche Gottesdienste zu privilegieren. Damit löste der Sonntag im Christentum den Sabbat als Wochenfeiertag ab. Dies ging mit seiner theologischen Deutung als „großer Sabbat“ (Epiphanes, Expositio fidei 24) und der Gleichsetzung des Auferstehungstages mit dem „achten Schöpfungstag“ einher. Judenchristen feierten den Sabbat vielfach dennoch weiter, und auch manche Heidenchristen feierten am Sabbat zusätzlich zum Sonntag Gottesdienste. Diesen Brauch verurteilte das Konzil von Laodicea 363/64 als judaisierend. Einzig in der Äthiopischen Kirche blieb der Sabbat bis zur Neuzeit dem Sonntag gleichwertig und verdrängte ihn dort zeitweise sogar.
Im Anschluss an die Deutung der Ruhe Gottes im Hebräerbrief (Hebr 4,1-11) entstanden in der Patristik ähnlich wie zuvor in der jüdischen Apokalyptik eine spiritualisierende und eine eschatologische Sabbatdeutung. Justin, Irenäus und Tertullian deuteten die am Sabbat verbotenen Arbeiten als Sünden, so dass der Sabbat zum Symbol für die Abkehr der Christen vom alten sündigen Leben wurde. Augustinus von Hippo legte den Sabbat daher als permanenten Zustand der Christen aus: In der Ruhe eines guten Gewissens feierten sie ihn im Herzen ständig. Dieser Deutung folgten Thomas von Aquin und Bonaventura. Für Origenes, Irenäus, Athanasius und Hippolyt symbolisierte der Sabbat das Heil der mit Christi Wiederkunft vollendeten Schöpfung. Dabei fassten einige die sieben Schöpfungstage mit Bezug auf Ps 90,4 („tausend Jahre sind vor dir wie ein Tag“) als Perioden der Weltgeschichte auf (Chiliasmus). Für Tertullian, Julius Africanus, Methodius und andere fiel die Vollendung der Schöpfung dagegen auf den symbolischen achten Tag, an dem Christus auferstanden war. Darum symbolisierte der Sabbat für sie einen Äon vor der Parusie, ein tausendjähriges Zwischenreich, in dem die Heiligen mit Christus die Erde beherrschen würden.

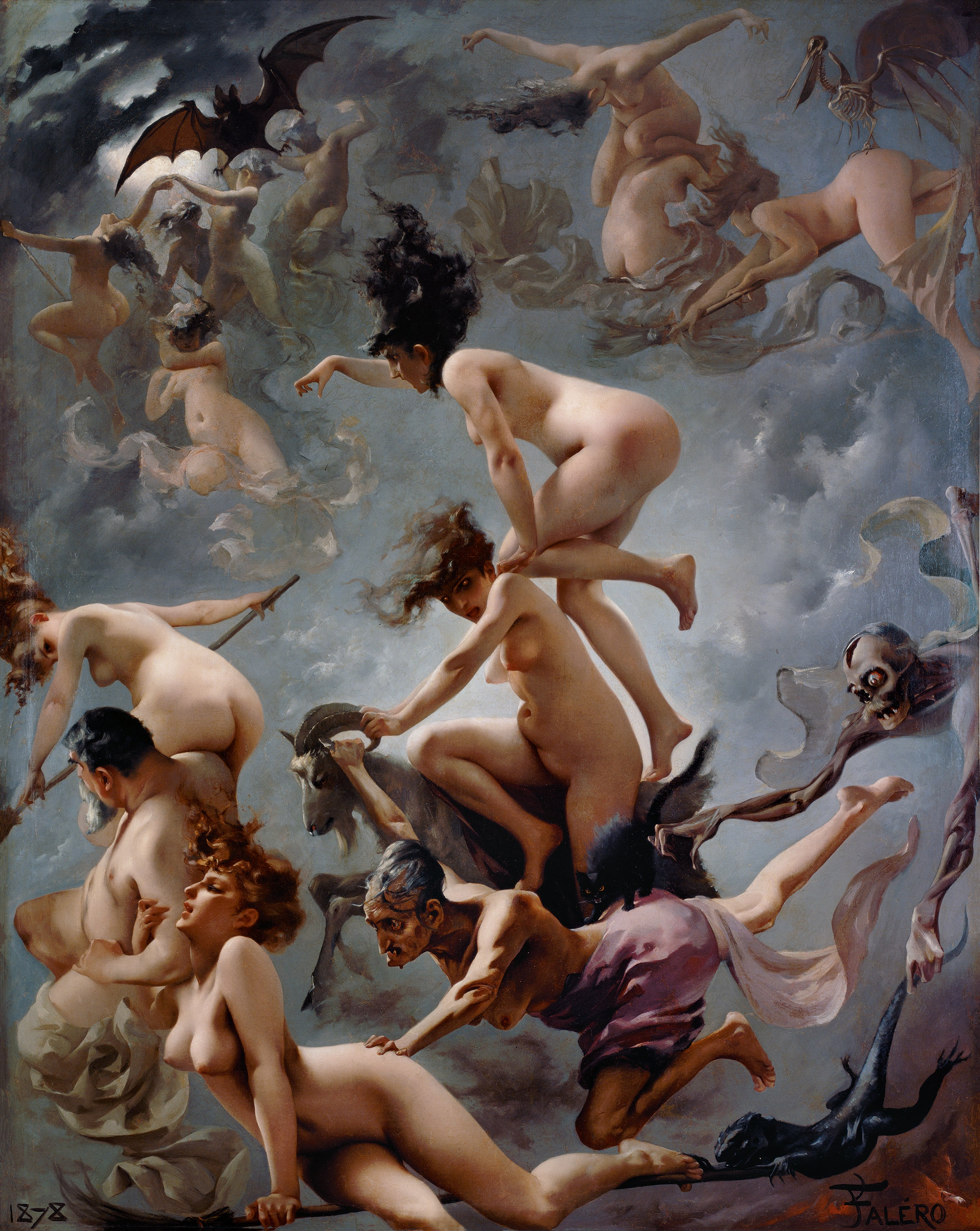
Luis Ricardo Falero, 1878: Hexen auf dem Weg zum Hexensabbat

Im Antijudaismus des Hochmittelalters übernahmen Christen die antike Tradition der Sabbatverhöhnung, etwa durch satirische Karikaturen. Die spanische Inquisition verfolgte Marranen, indem sie nach typischen Sabbatmerkmalen fahndete: Leuchtende Kerzen, erloschene Öfen, saubere Hemden, frische Tischtücher in ihren Häusern am Sabbat waren Indizien, um konvertierte Juden zu verhaften, danach zu foltern und am Ende meist zu verbrennen.
Der Begriff Hexensabbat verbindet den im frühen 15. Jahrhundert geprägten Hexenbegriff mit dem Wort Sabbat. Der Antijudaismus dämonisierte die Juden und ihre Gebräuche besonders im Hochmittelalter zunehmend: Man unterstellte ihnen satanische Riten in ihrer Religionsausübung, darunter die Anbetung von Dämonen, Ritualmorde, Schadenzauber, Brunnenvergiftung, Hostienfrevel. Damit wurden häufig Pogrome und Verfolgungen an ihnen gerechtfertigt oder herbeigeführt.
In der Reformationszeit wurden spiritualisierende und eschatologische Sabbatdeutungen christologisch zugespitzt. Martin Luther vertrat in seiner von der Mystik beeinflussten Frühzeit erstere: In der Ruhe von eigenen Werken werde die Seele leer und bereit für Gottes alleinige Gnade (WA 6,244,3ff). Ihm folgend erklärte Andreas Karlstadt 1524 in einem Traktat, der Sabbat sei zur Einübung in die Gelassenheit geboten worden. Luther wandte sich nun jedoch dagegen, den Sabbat zur Bedingung für Gottes Heiligung des Menschen zu machen. Nachdem seine Katechismen erschienen, trat diese Deutung in evangelischer Theologie zurück. Karl Barth (KD III/4), Jürgen Moltmann und Christian Link erneuerten sie im 20. Jahrhundert. Die eschatologische Deutung vom „Weltensabbat“ oder „Sabbatäon“ vertraten nach Joachim von Fiore die Taboriten, Thomas Müntzer und Hans Hut.
Die englischen Puritaner forderten aufgrund ihrer buchstäblichen Auffassung des reformatorischen Sola-scriptura-Prinzips und neu entdeckter jüdischer Sabbatdeutungen seit dem 16. Jahrhundert die strikte Einhaltung der Sabbatgebote, besonders der Arbeitsruhe, am christlichen Sonntag; manche forderten auch eine entsprechende Samstagsruhe. Dabei fehlte oft der im Judentum entscheidende Aspekt der Sabbatfreude.
Seit dem 16. Jahrhundert traten christliche Gemeinschaften auf, die den Sabbat aus verschiedenen theologischen Gründen als Ruhetag anstelle des Sonntags einhielten. Einige waren Judenchristen, für die Jesus den Sabbat nicht aufgehoben hatte, andere sahen in der Sabbatbefolgung eine aktuell gewordene Bedingung für ihre Errettung aus dem als nah erwarteten Endgericht. Beide Gruppen sind historisch nicht voneinander abhängig, werden aber als Sabbatianer zusammengefasst. Zur apokalyptischen Gruppe gehören die um 1528 gegründeten mährischen Sabbater, die ab 1650 in England entstandenen Siebenten-Tags-Baptisten und die in den USA 1863 gegründeten Siebenten-Tags-Adventisten, zum judenchristlichen Typ die 1588 gegründeten Siebenbürger Sabbatianer und die ab 1640 auftretenden russischen Subbotniki. Davon unterschieden werden die nach ihm benannten Anhänger des jüdischen Messiasprätendenten Schabbtai Zvi. In den 90er Jahren des letzten Jahrhunderts entstanden in Deutschland mehrere Messianische Evangelikale Gemeinden, die ebenfalls den Sabbat feiern.
Der Sabbatruhe Gottes gewidmet wurden Kirchen Zur Ruhe Gottes.

## Bedeutung im Islam
Im Islam ging aus dem Sabbat eine entsprechende wöchentliche Ruhezeit für die gottesdienstliche Versammlung (al-dschumu'a) zum nachmittäglichen Freitagsgebet hervor. Man vermutet, dass Mohammed diesen Tag dafür wählte, weil er an ihm Mekka zum ersten Mal betreten hatte und ihm der siebte Tag – eventuell durch Einflüsse des Zoroastrismus – als Unglückstag galt.
Sure 62,9f. enthält das Gebot dazu:

„Ihr Gläubigen! Wenn am Freitag (w. am Tag der Versammlung) zum Gebet gerufen wird, dann wendet euch mit Eifer dem Gedenken Gottes zu und laßt das Kaufgeschäft (so lange ruhen)! Das ist besser für euch, wenn (anders) ihr (richtig zu urteilen) wißt. 10 Doch wenn das Gebet zu Ende ist, dann geht eurer Wege (w. breitet euch im Land aus) und strebt danach, daß Gott euch Gunst erweist (indem ihr eurem Erwerb nachgeht).“

Demgemäß unterbrechen Muslime die Arbeit am Freitag nur für die Dauer des gemeinsamen Gebets und setzen sie danach fort.